# 기아 (기업)
기아(영어: KIA Corporation)는 서울특별시 서초구 헌릉로 12 (양재동)에 본사를 두고 있는 자동차 기업이다.

## 역사

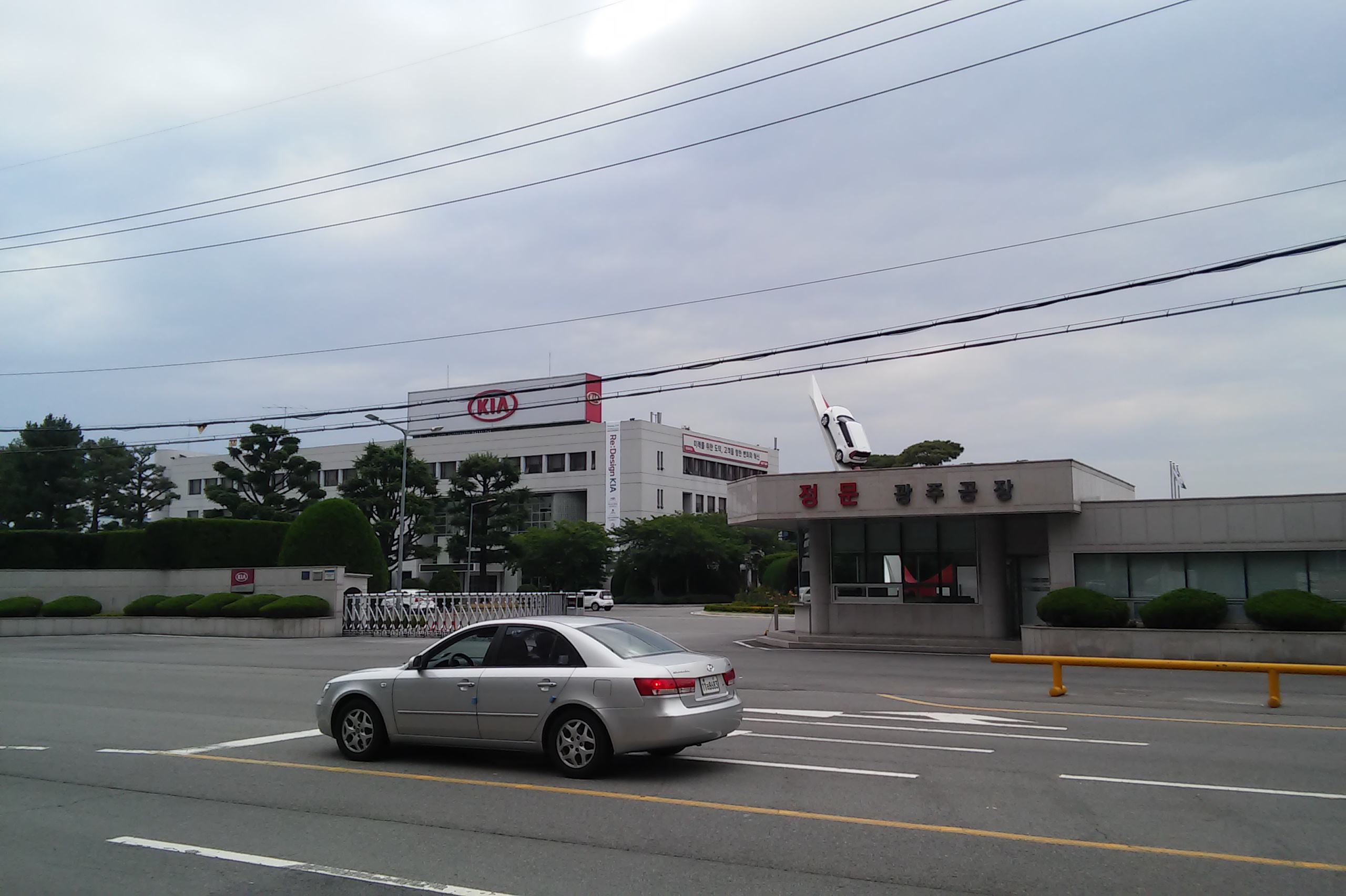
기아 광주공장 (2016년, 구 아시아자동차 공장)

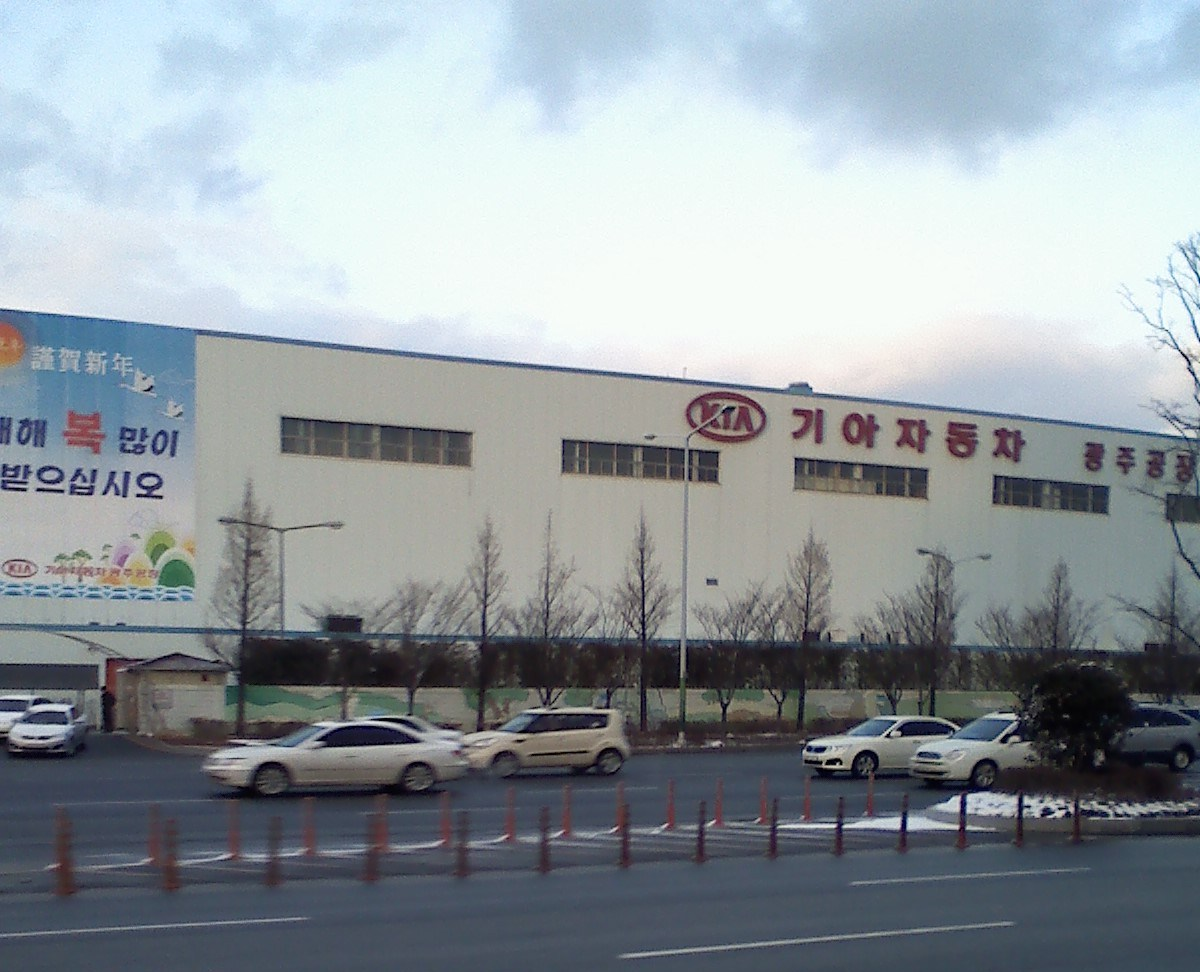
기아 광주공장 (2009년, 구 아시아자동차 공장)

구 기아자동차 로고

1905년 경상북도 칠곡군에서 태어난 기아 창립자 김철호는 1922년에 일본 오사카로 건너가 1930년 삼화제작소를 설립하여 자동차, 자전거 부품 생산으로 수익을 얻었고, 동시에 일본 기계 산업의 기술을 습득하였다. 이후 일본의 패전이 가시화되자, 대한민국으로 귀국하였다.
1944년 12월 김철호는 영등포에 경성정공이라는 이름의 회사를 설립하였으며, 1950년 기아산업으로 이름을 바꾸었고 2년뒤 삼천리자전거를 개업하여 자전거를 만들기 시작하였다.
1960년대부터 삼륜 트럭을 생산하였으며, 1970년 11월 10일에 경기도 시흥에 20만 평 규모의 소하리(현재의 광명시 소하동) 공장을 착공하여 1973년 6월에 완공하였다. 이는 대한민국의 첫 종합 자동차 공장으로, 연간 25,000대의 생산 능력을 갖추었다. 1974년 4월 6일 마쓰다 패밀리아(3세대)를 기초로 하여 대한민국에서 최초로 만든 세단 승용차 브리사의 시판 허가가 났다. 이후 프랑스 푸조, 이탈리아 피아트의 승용차를 라이선스 생산하며 유럽의 승용차 기술을 받아들이기 시작하였고, 1976년 아시아자동차공업, 기아기공 등 다른 회사를 잇따라 인수했다.
자동차공업 합리화조치가 내려졌던 1980년에는 승용차를 생산할 수 없게 되어 잠시 경영에 타격을 입었으나, 다행히 기술제휴선인 마쓰다의 모델을 국산화한 봉고로 승합차 시장에 진출하여 대한민국 내 새로운 시장을 개척하였다.
합리화조치가 해제되자 승용차 시장에 재진입한 기아산업은 1987년에 마쓰다와 포드의 기술 제휴를 통하여 소형 월드카 프라이드를 출시했다. 같은 해 10월에는 마쓰다 카펠라(4세대)를 베이스로 한 전륜구동 중형 세단 콩코드, 1989년은 준중형 승용차인 캐피탈을 개발하였다. 1990년에 기아산업에서 기아자동차로 상호를 변경하였다.
포드와의 제휴는 프라이드(미국 수출명 페스티바)에 이어 아벨라(미국 수출명 아스파이어)로 이어졌으나, 모기업인 기아그룹이 경영난을 겪은 후 1998년에 국제 입찰을 통하여 1999년 현대자동차에 인수되었다. 2000년 현대그룹에서 분리되어 현대자동차그룹으로 출범하게 되면서 포드와의 제휴 관계가 청산되었다.
1993년 도심형 4륜구동 승용차 스포티지를 독자 개발, 생산하였다. 미국 시장에 진출한 것도 이 때부터로, 프라이드 후속 차종인 리오, 스펙트라, 옵티마, 쏘렌토, 쎄라토 등 꾸준히 새로운 차종을 수출하면서 2003년은 미국 수출 연간 20만대를 돌파하였다. 2005년은 수출만계 500만 대를 달성하였다.

### 현대그룹의 인수
기아그룹은 1990년대말 IMF 외환위기 이후, 자금난으로 1997년 7월 15일에 부도 유예 협약이 적용된 후, 같은 해 10월 22일에 법정관리를 받았다. 국제 입찰 끝에 1999년 현대그룹 계열의 현대자동차가 기아자동차를 인수하였고, 2000년에 법정관리를 마쳤다. 2000년 8월 31일 기아자동차가 현대그룹에서 분리되었고, 2001년 4월 1일 부로 대규모 30대 기업 집단인 현대자동차그룹으로 편입되었다. 정상화된 후 2001년 8월 1일 해태 타이거즈를 공식 인수, 전통을 승계하여 KIA 타이거즈 프로야구단이 창단하였다. 2003년 현대자동차그룹이 글로벌 환경 경영 선포식을 하였다. 2004년 기아자동차가 슬로바키아에 글로벌 환경 조인식에 대한 양해각서를 체결하였고, 2005년 현대자동차와 함께 경기도 용인시에 환경기술연구소를 준공하였으며, 2006년 기아자동차가 미국 조지아주 웨스트포인트에 현지공장을 착공하여 2010년에 완공되었다. 2007년 기아자동차 슬로바키아 공장이 준공되었고, 여수 세계박람회에 현대자동차와 함께 참여하였다. 같은 해 중국에 염성 제2공장이 준공되었다.
현재 기아는 현대자동차그룹의 계열사이며, 서울특별시 서초구 헌릉로 12 (양재동)에 본사를 두고 있다. 경기도 용인시에 기술연구소, 경기도 광명시 소하동 공장, 경기도 화성시 우정읍의 화성 공장(과거 아산만 공장), 광주광역시 서구 내방동과 광산구 안청동에 광주 공장 이 있으며, 전국에 20개 출고 센터와 미국, 유럽을 비롯한 전 세계 곳곳에 현지법인을 두고 있다.
또한, 2005년 기아자동차는 아우디-폭스바겐 그룹 출신 세계 3대 자동차 디자이너인 피터 슈라이어(Peter Schreyer)를 영입하여 디자인 총괄 부사장으로 임명하였으며, 이를 바탕으로 디자인 경영을 추진하고 있다. 슈라이어 부임 이후 아우디-폭스바겐의 디자인 흐름이 조금씩 들어가게 되었다.
이후 2011년 3월 24일은 수출 1,000만대를 돌파하였다. 그리고 같은해 11월 29일은 레이(RAY)라는 새로운 박스형 경차를 내놓았다. 2021년 1월 7일 새로운 로고와 브랜드 슬로건을 공개했다.
2021년 3월 22일 기아자동차에서 기아로 상호를 변경하였다.

## 기아 리콜
2024년 현대 기아차에서 리콜하는 상황이 대한민국에서도 나오고 있으며 미합중국에는 더 많이 나오고 있다.

## 생산 차종
기아는 현재 소형/준중형/중형/준대형/대형세단과
소형/준중형/중형/준대형/대형SUV와
경형RV, 해치백과 1톤 트럭, 대형  버스, 군용차 등의 자동차를 판매하며 과거에는 3륜자동차와 대형 트럭, 원박스 형태의 승합차도 가지고 있었으나 현대에게로 경영권이 넘어가 다시는 판매하지 않는다.
현재 기아차의 디자인은 카림 하비브가 총괄하고 있다.

## 사진
- 봉고
(소형 상용 트럭)
(1980년 9월 ~ 2027년 2월)
(1~2세대 모델(1980년 9월~1997년 4월)는 마쓰다 봉고 트럭(2~3세대 모델)의 배지 엔지니어링)
(4세대 모델(2004년 1월 13일~2027년 2월)에는 현대 포터(4세대 모델)와 형제차)
(2020년 1월 6일부터는 하이브리드)
- 스포티지
(준중형 SUV)
(플랫폼: 현대기아 J (2세대 모델) → 현대기아 N (3~5세대 모델))
(1993년 7월 9일 ~ 2002년 9월, 2004년 8월 17일 ~ 현재)
(1세대 모델(1993년 7월 9일~2002년 9월)는 1991년 도쿄 모터쇼에서 출전된 컨셉카 "스포티지"의 시판화. 3세대 모델(2010년 3월 23일~2015년 9월 14일)는 2007년 북미 국제 오토쇼에서 출전된 컨셉카 "큐"의 시판화)
(2~5세대 모델(2004년 8월 17일~현재)는 현대 투싼와 형제차)
(2021년 10월 13일부터는 하이브리드)
- 그랜버드
(대형 버스)
(1994년 8월 ~ 2027년 2월)
(2~3세대 모델(2007년 11월 29일~2027년 2월)에는 현대 유니버스와 형제차)
- 카니발
(준대형 MPV)
(플랫폼: 기아 G (1세대 모델) → 현대기아 Y (2세대 모델) → 현대기아 N (3~4세대 모델))
(1998년 1월 7일 ~ 현재)
(3세대 모델(2014년 6월 23일~2020년 8월 17일)는 2011년 북미 국제 오토쇼에서 출전된 컨셉카 "KV7"의 시판화)
(2세대 모델(2005년 7월 14일~2014년 6월 22일)는 현대 엔투리지와 형제차. 4세대 모델(2020년 8월 18일~현재)는 현대 쿠스토와 형제차)
(2023년 12월 15일부터는 하이브리드)
- 쏘렌토
(중형 SUV(7인승))
(플랫폼: 현대기아 Y (2세대 모델) → 현대기아 N (3~4세대 모델))
(2002년 2월 27일 ~ 현재)
(2~4세대 모델(2009년 4월 2일~현재)는 싼타페(2~4세대 모델)와 형제차)
(2020년 3월 17일부터는 하이브리드)
- 모닝
(경차)
(2004년 2월 18일 ~ 현재)
(현대 i10와 형제차)
- K7 → K8
(준대형 세단)
(플랫폼: 현대기아 N)
(2009년 11월 24일 ~ 현재)
(1세대 모델(2009년 11월 24일~2016년 1월 25일)는 2009년 서울 모터쇼에서 출전된 컨셉카 "KND-5"의 시판화)
(현대 그랜저(5~7세대 모델)와 형제차)
(2016년 11월 29일부터는 하이브리드)
- K5
(중형 세단)
(플랫폼: 현대기아 N)
(2010년 4월 29일 ~ 현재)
(현대 쏘나타(6~8세대 모델)와 형제차)
(2011년 5월 2일부터는 하이브리드)
- 레이
(경형 MPV)
(2011년 11월 29일 ~ 현재)
(2012년부터는 하이브리드)
- K9
(대형 세단)
(플랫폼: 현대기아 M)
(2012년 5월 2일 ~ 현재)
(제네시스 G90(2~3세대 모델)와 형제차)
- 니로
(소형 SUV)
(플랫폼: 현대기아 J (1세대 모델) → 현대기아 K (2세대 모델))
(2016년 3월 29일 ~ 2026년 1월)
(1세대 모델(2016년 3월 29일~2022년 1월 24일)는 2013년 프랑크푸르트 국제 모터쇼에서 출전된 컨셉카 "니로"의 시판화. 2세대 모델(2022년 1월 25일~2026년 1월)에는 2019년 로스엔젤레스 모터쇼에서 출전된 컨셉카 "하바니로"의 시판화)
(2세대 모델(2022년 1월 25일~2026년 1월)에는 현대 코나(2세대 모델)와 형제차)
(하이브리드)
- 셀토스
(소형 SUV)
(플랫폼: 현대기아 J)
(2019년 7월 18일 ~ 현재)
(2018년 뉴델리 모터쇼에서 출전된 컨셉카 "SP"의 시판화)
(현대 코나(1세대 모델)와 형제차)

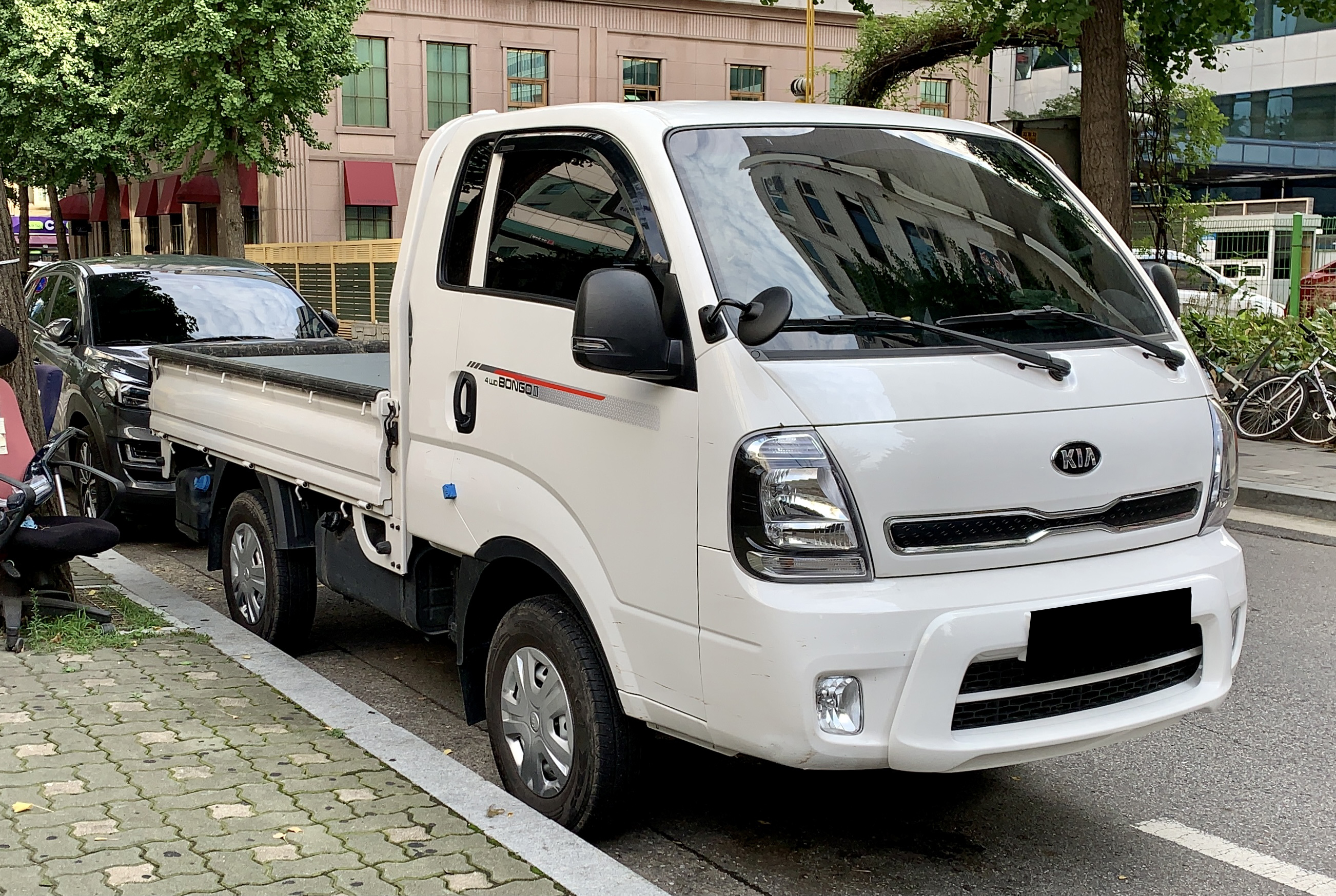
(제네시스 GV60와 형제차)EV6(준중형 SUV)(2021년 8월 2일 ~ 현재)(2021년 8월 2일 ~ 현재)(2019년 제네바 모터쇼에서 출전된 컨셉카 "이매진"의 시판화)(제네시스 GV60와 형제차)
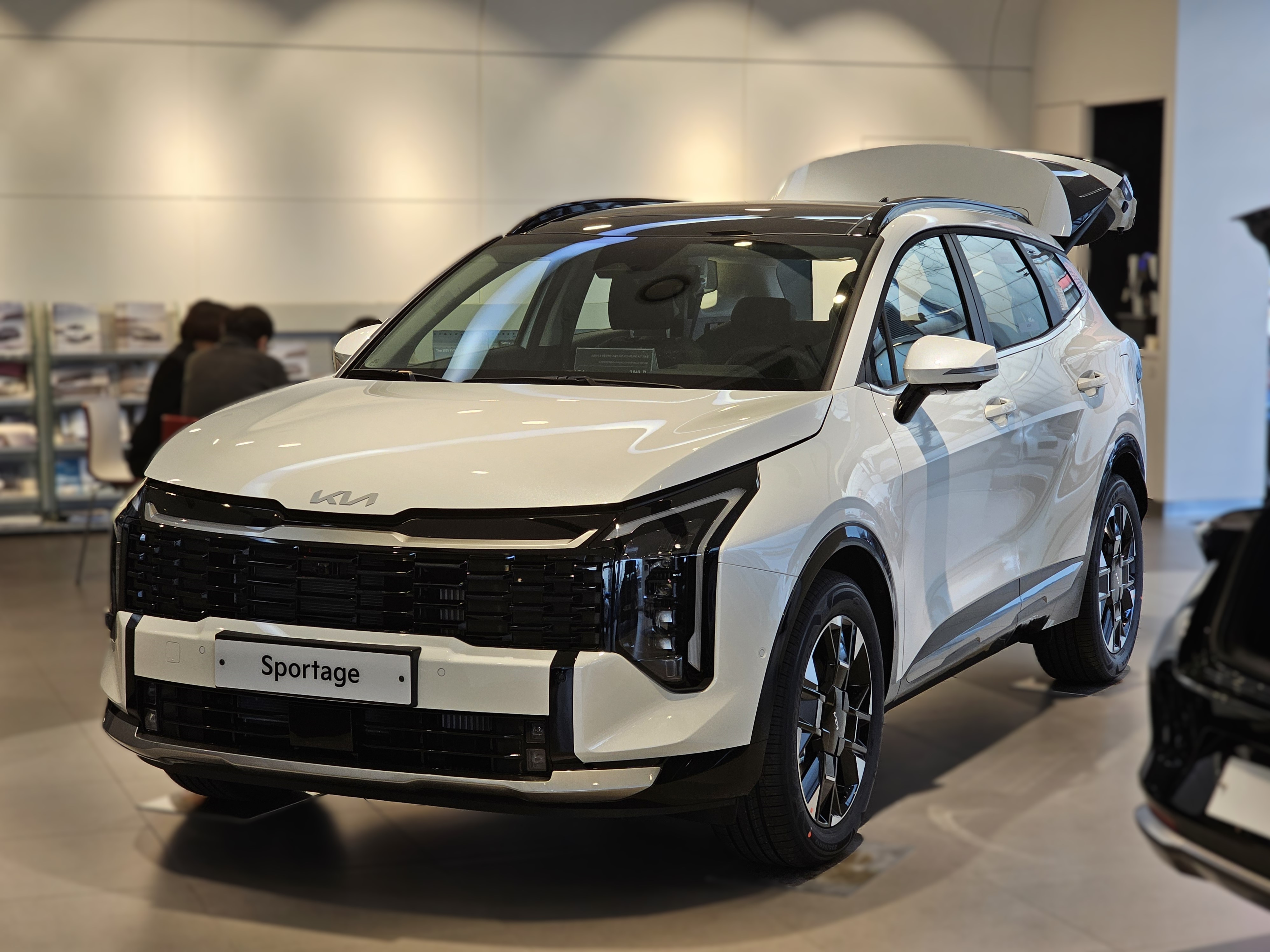
스포티지 (준중형 SUV) (플랫폼: 현대기아 J (2세대 모델) → 현대기아 N (3~5세대 모델)) (1993년 7월 9일 ~ 2002년 9월, 2004년 8월 17일 ~ 현재) (1세대 모델(1993년 7월 9일~2002년 9월)는 1991년 도쿄 모터쇼에서 출전된 컨셉카 "스포티지"의 시판화. 3세대 모델(2010년 3월 23일~2015년 9월 14일)는 2007년 북미 국제 오토쇼에서 출전된 컨셉카 "큐"의 시판화) (2~5세대 모델(2004년 8월 17일~현재)는 현대 투싼와 형제차) (2021년 10월 13일부터는 하이브리드)
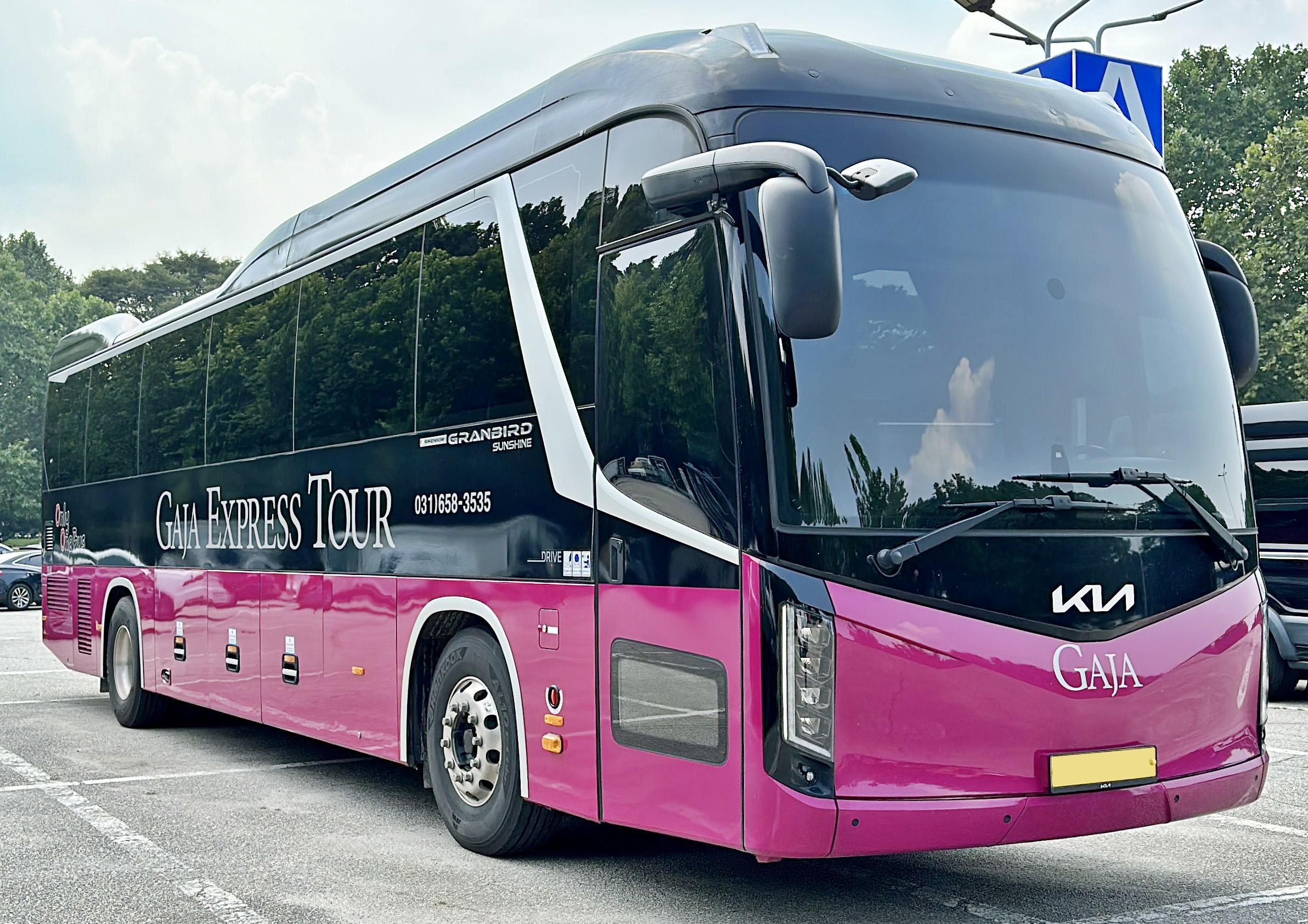
그랜버드 (대형 버스) (1994년 8월 ~ 2027년 2월) (2~3세대 모델(2007년 11월 29일~2027년 2월)에는 현대 유니버스와 형제차)
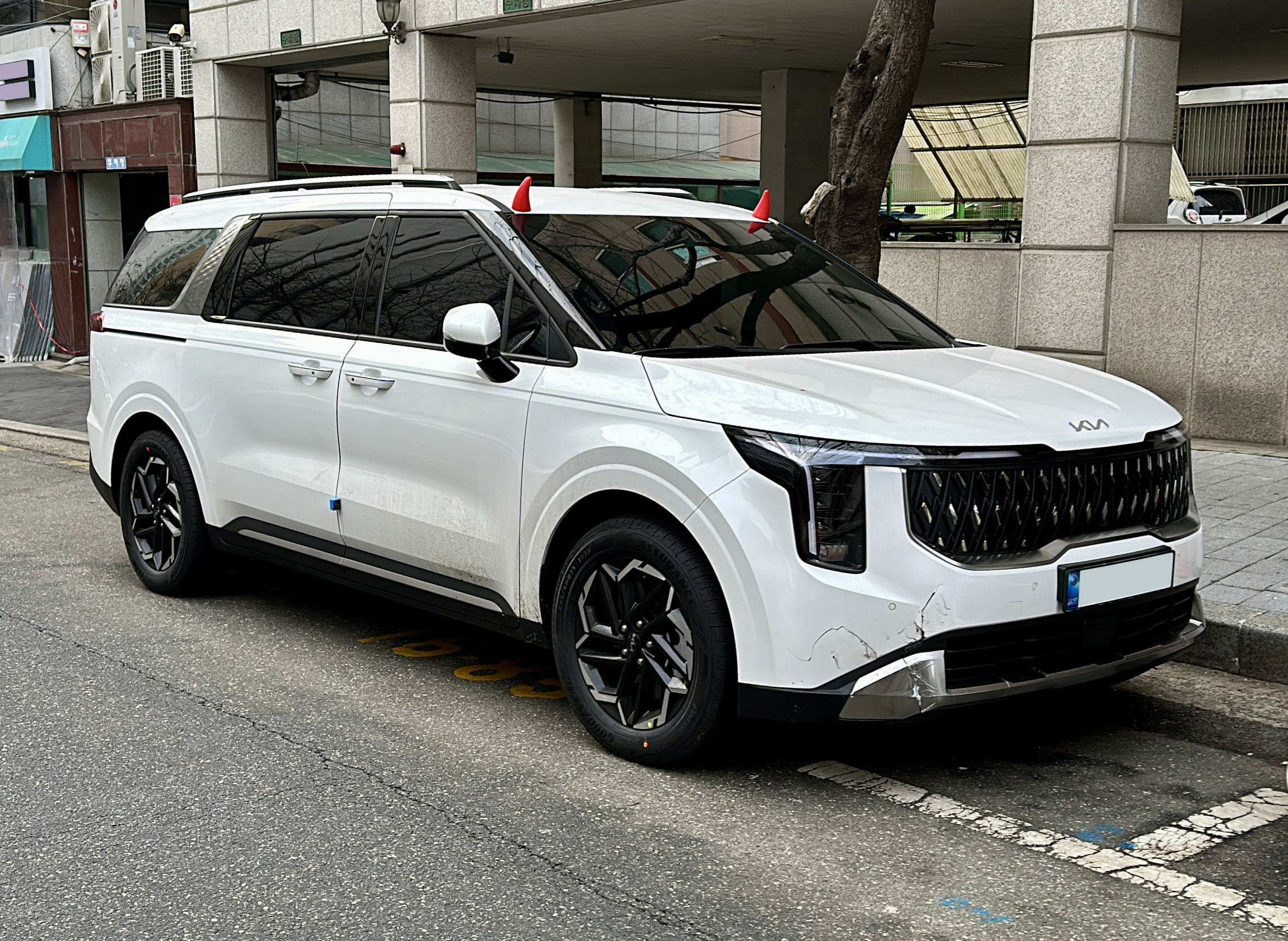
카니발 (준대형 MPV) (플랫폼: 기아 G (1세대 모델) → 현대기아 Y (2세대 모델) → 현대기아 N (3~4세대 모델)) (1998년 1월 7일 ~ 현재) (3세대 모델(2014년 6월 23일~2020년 8월 17일)는 2011년 북미 국제 오토쇼에서 출전된 컨셉카 "KV7"의 시판화) (2세대 모델(2005년 7월 14일~2014년 6월 22일)는 현대 엔투리지와 형제차. 4세대 모델(2020년 8월 18일~현재)는 현대 쿠스토와 형제차) (2023년 12월 15일부터는 하이브리드)
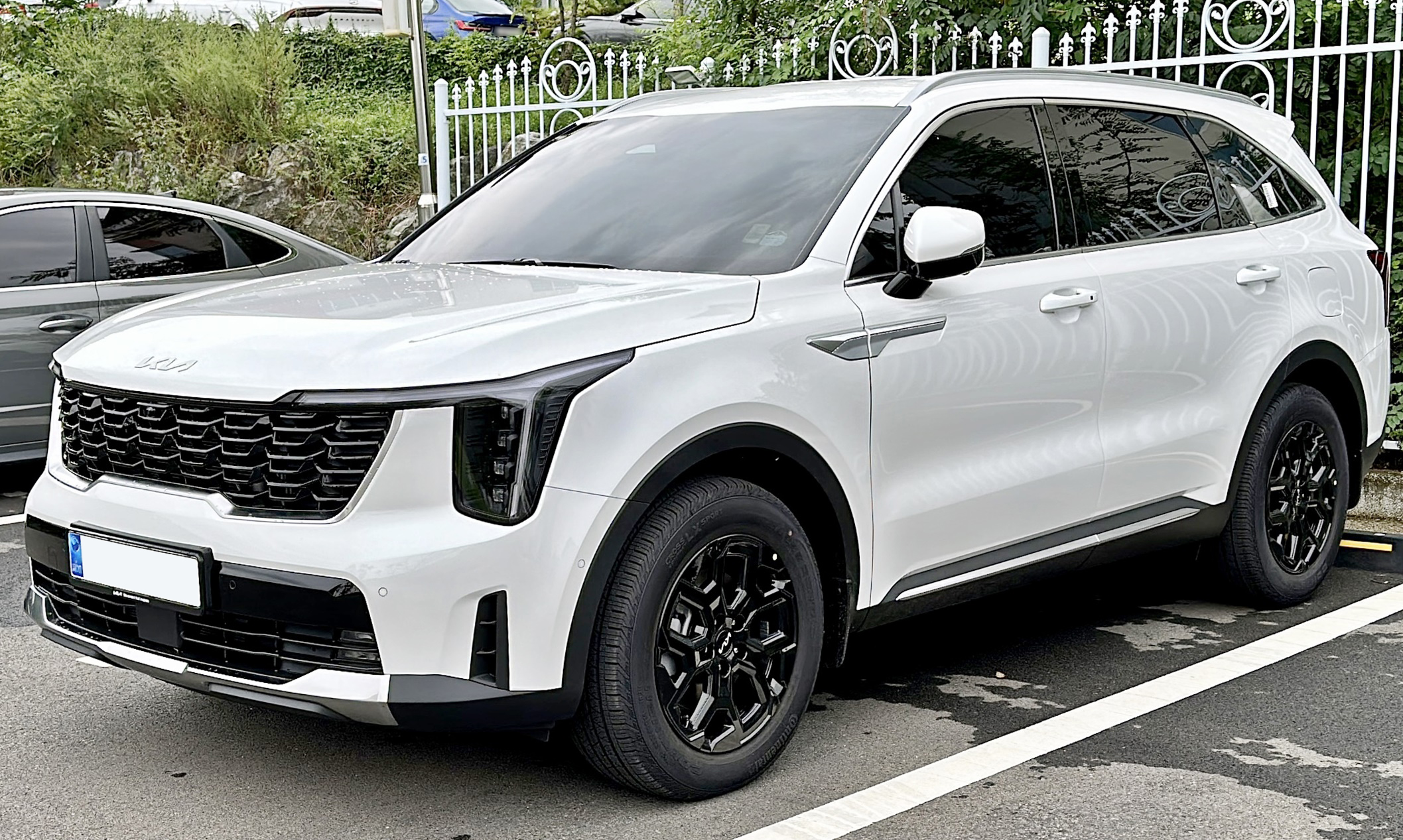
쏘렌토 (중형 SUV(7인승)) (플랫폼: 현대기아 Y (2세대 모델) → 현대기아 N (3~4세대 모델)) (2002년 2월 27일 ~ 현재) (2~4세대 모델(2009년 4월 2일~현재)는 싼타페(2~4세대 모델)와 형제차) (2020년 3월 17일부터는 하이브리드)
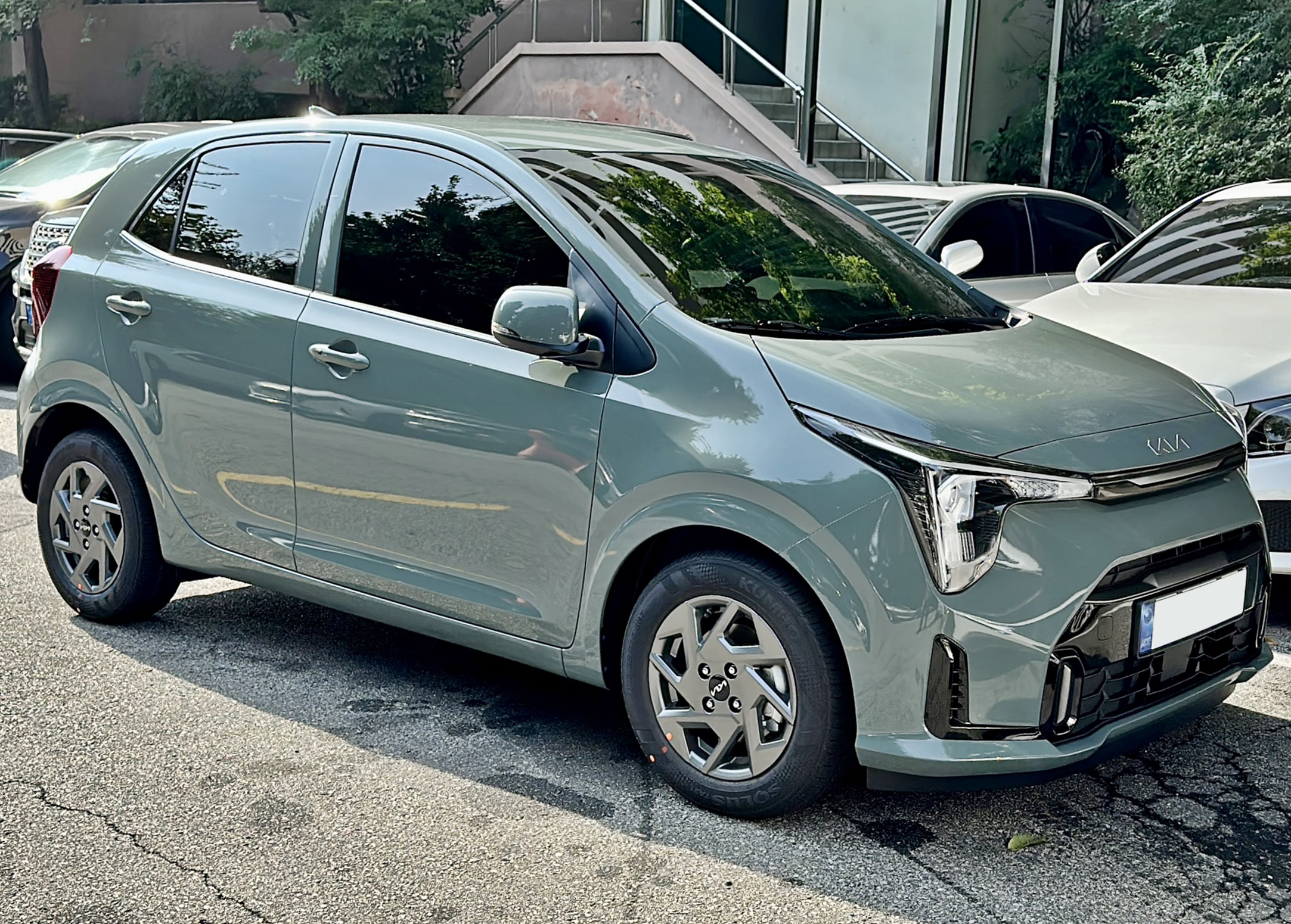
모닝 (경차) (2004년 2월 18일 ~ 현재) (현대 i10와 형제차)
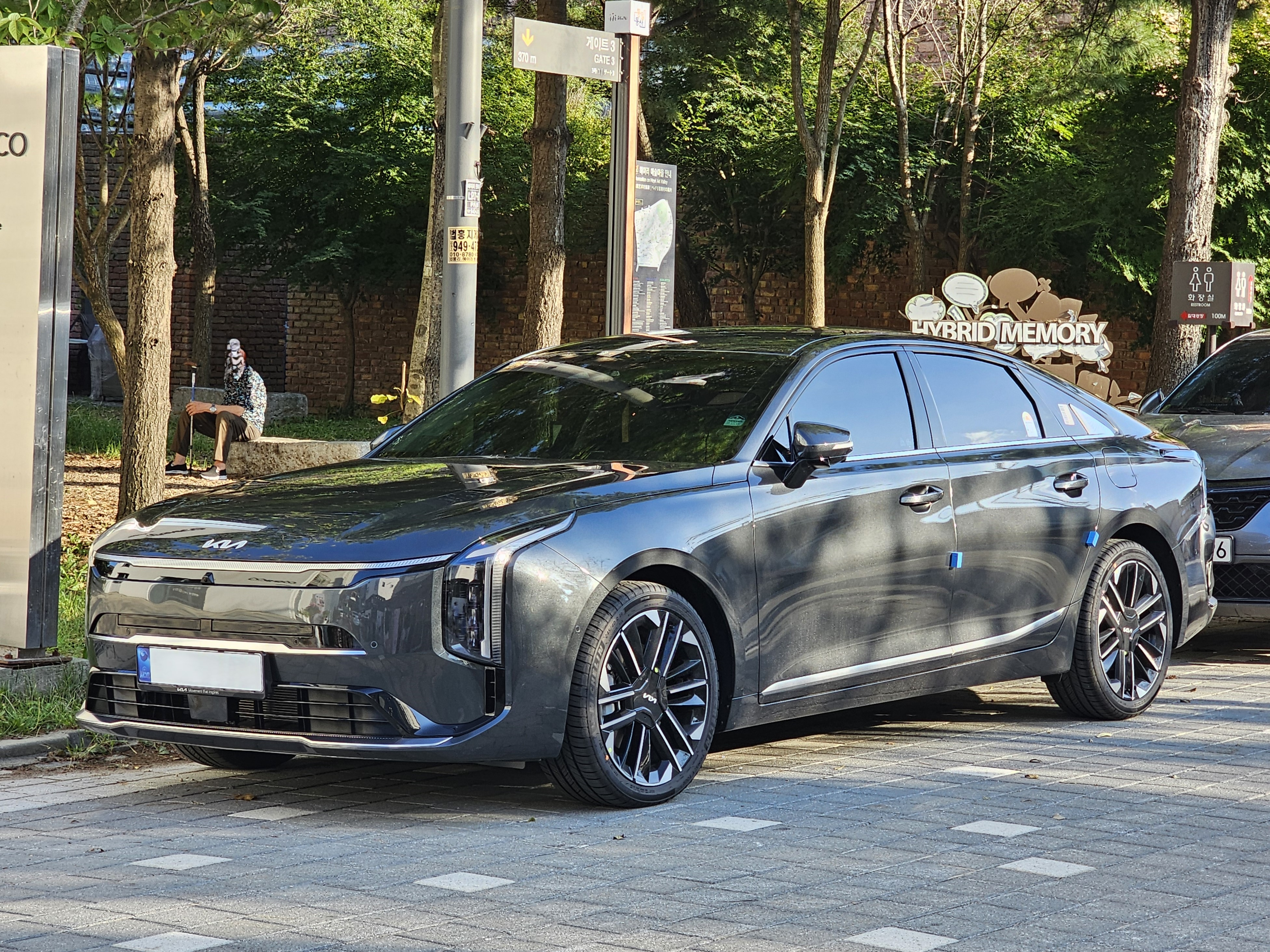
K7 → K8 (준대형 세단) (플랫폼: 현대기아 N) (2009년 11월 24일 ~ 현재) (1세대 모델(2009년 11월 24일~2016년 1월 25일)는 2009년 서울 모터쇼에서 출전된 컨셉카 "KND-5"의 시판화) (현대 그랜저(5~7세대 모델)와 형제차) (2016년 11월 29일부터는 하이브리드)
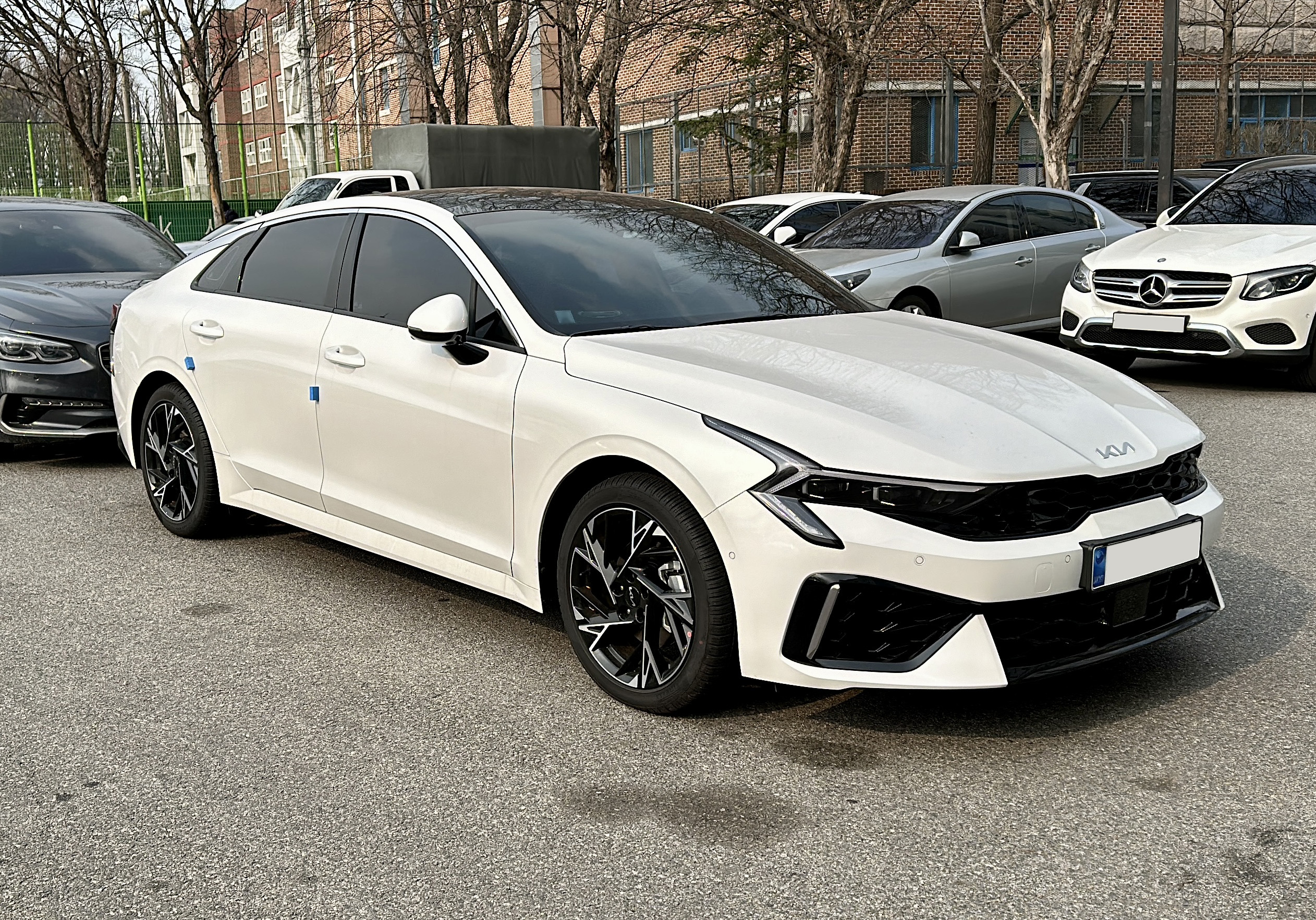
K5 (중형 세단) (플랫폼: 현대기아 N) (2010년 4월 29일 ~ 현재) (현대 쏘나타(6~8세대 모델)와 형제차) (2011년 5월 2일부터는 하이브리드)
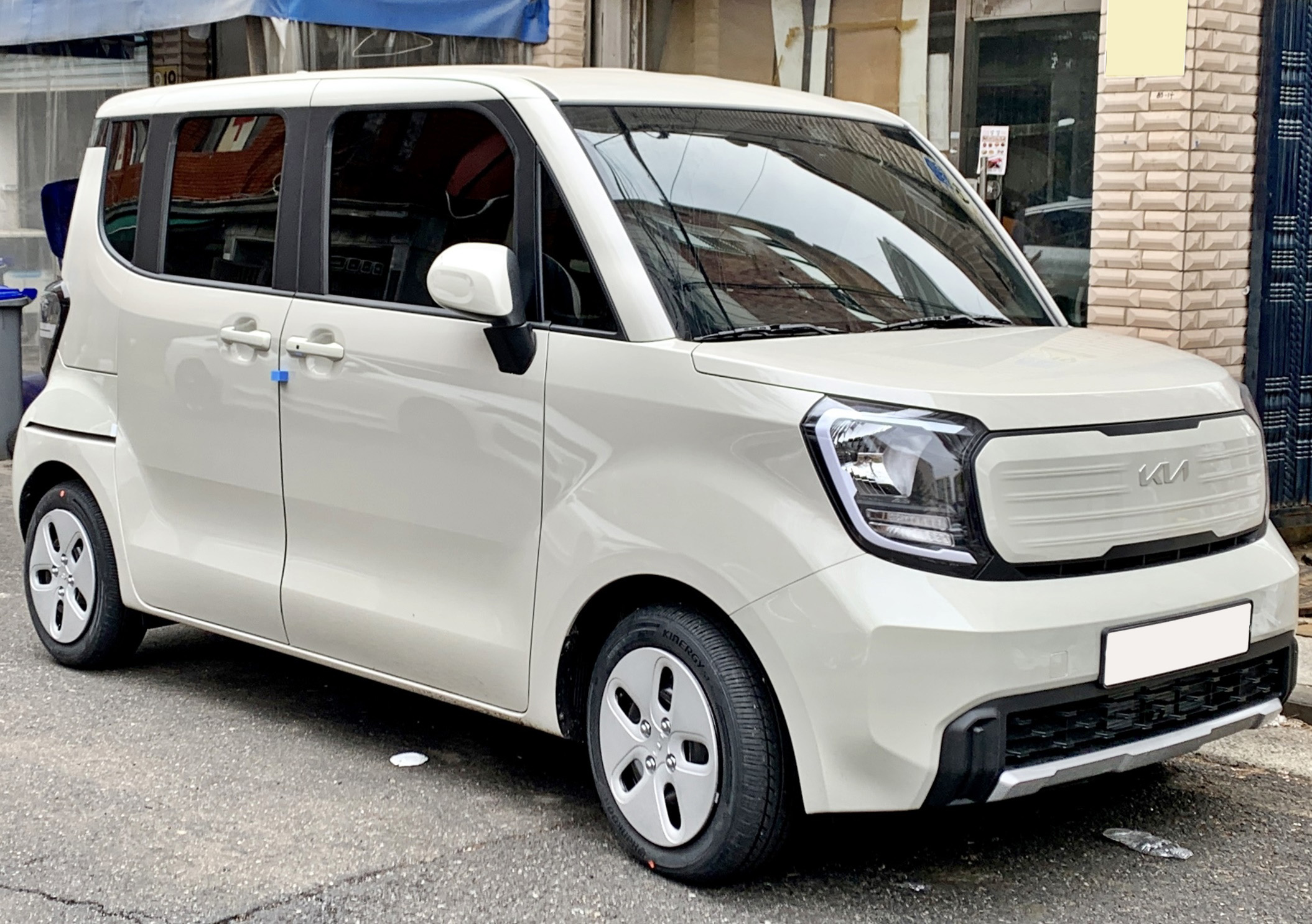
레이 (경형 MPV) (2011년 11월 29일 ~ 현재) (2012년부터는 하이브리드)
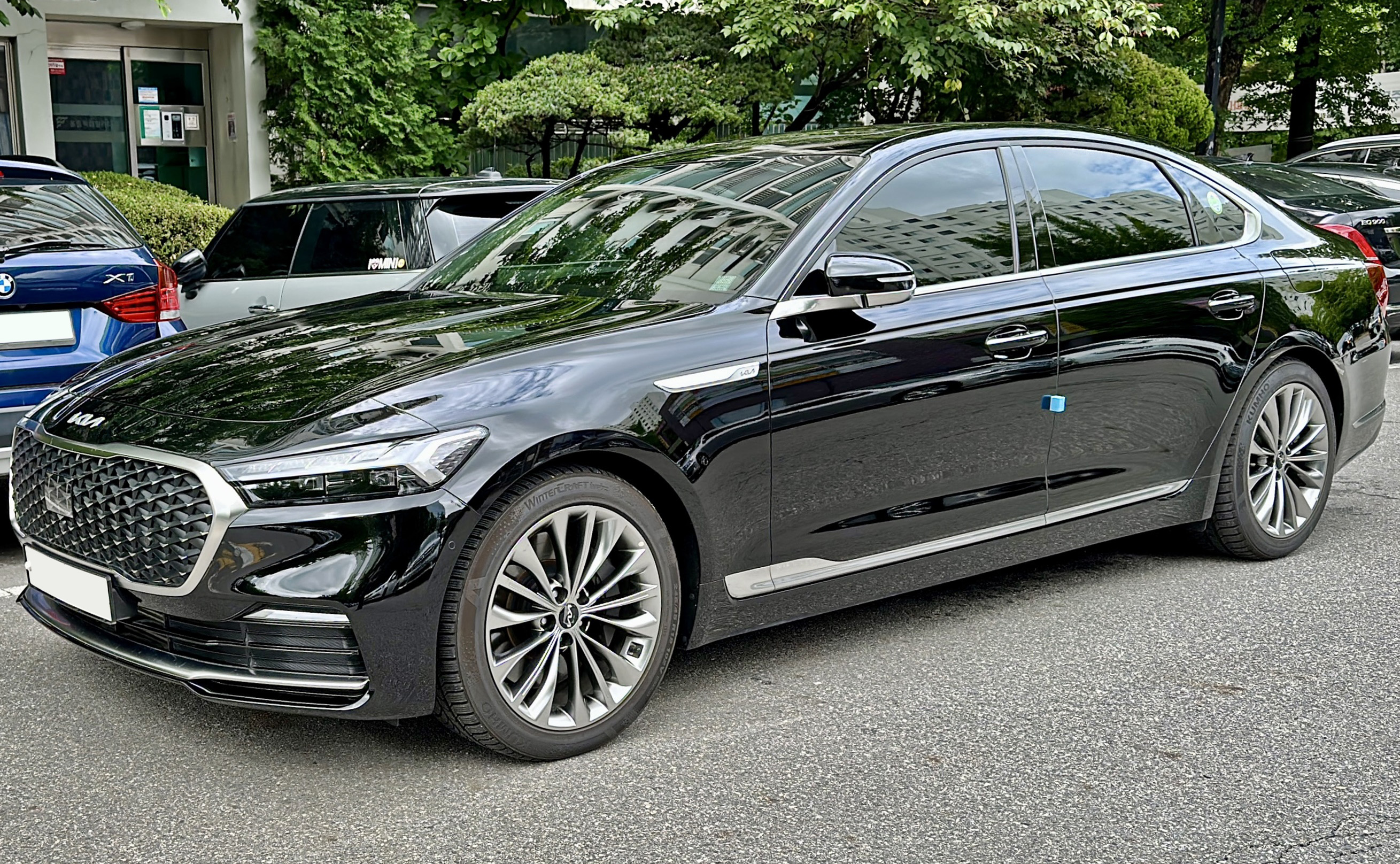
K9 (대형 세단) (플랫폼: 현대기아 M) (2012년 5월 2일 ~ 현재) (제네시스 G90(2~3세대 모델)와 형제차)
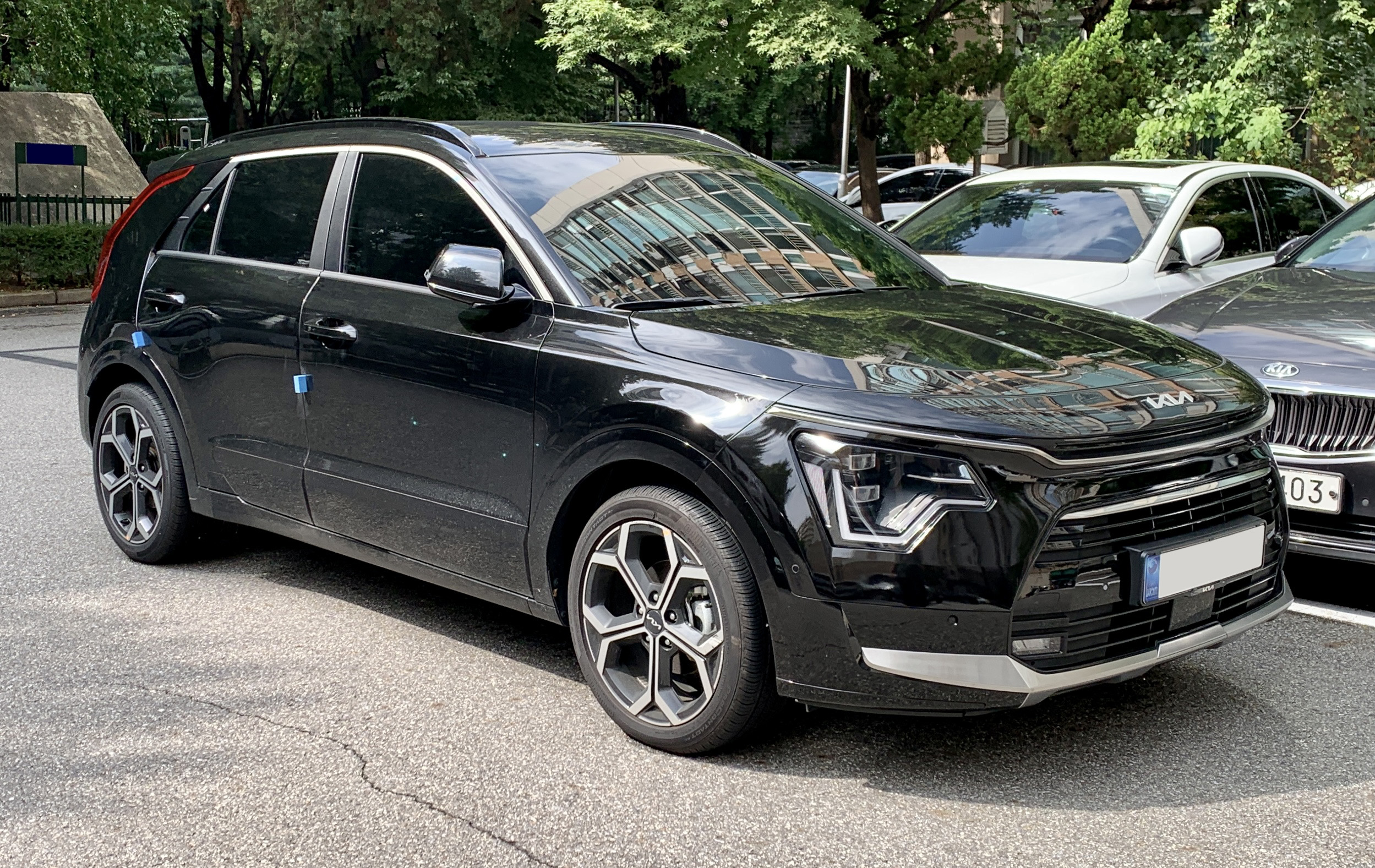
니로 (소형 SUV) (플랫폼: 현대기아 J (1세대 모델) → 현대기아 K (2세대 모델)) (2016년 3월 29일 ~ 2026년 1월) (1세대 모델(2016년 3월 29일~2022년 1월 24일)는 2013년 프랑크푸르트 국제 모터쇼에서 출전된 컨셉카 "니로"의 시판화. 2세대 모델(2022년 1월 25일~2026년 1월)에는 2019년 로스엔젤레스 모터쇼에서 출전된 컨셉카 "하바니로"의 시판화) (2세대 모델(2022년 1월 25일~2026년 1월)에는 현대 코나(2세대 모델)와 형제차) (하이브리드)
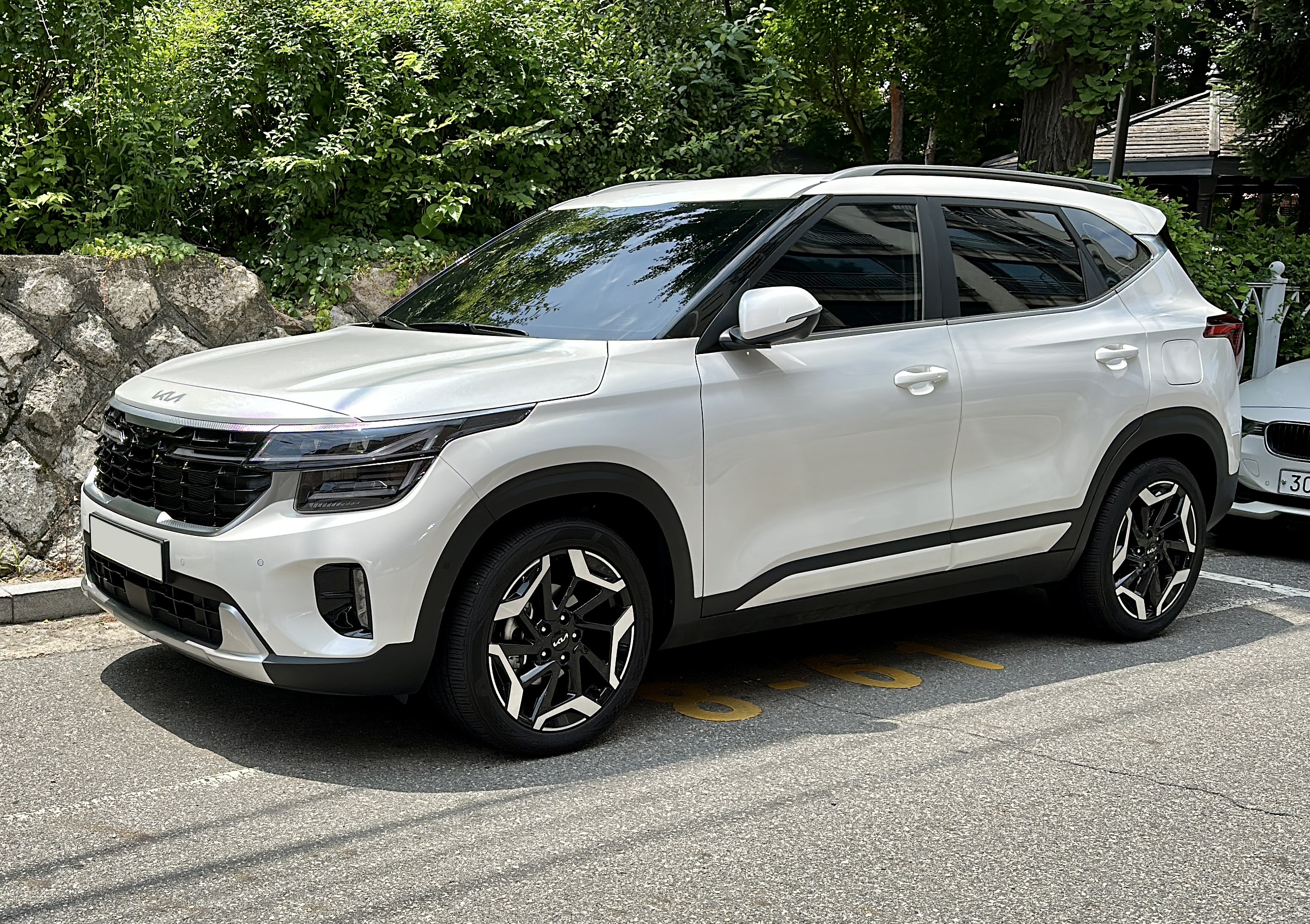
셀토스 (소형 SUV) (플랫폼: 현대기아 J) (2019년 7월 18일 ~ 현재) (2018년 뉴델리 모터쇼에서 출전된 컨셉카 "SP"의 시판화) (현대 코나(1세대 모델)와 형제차)
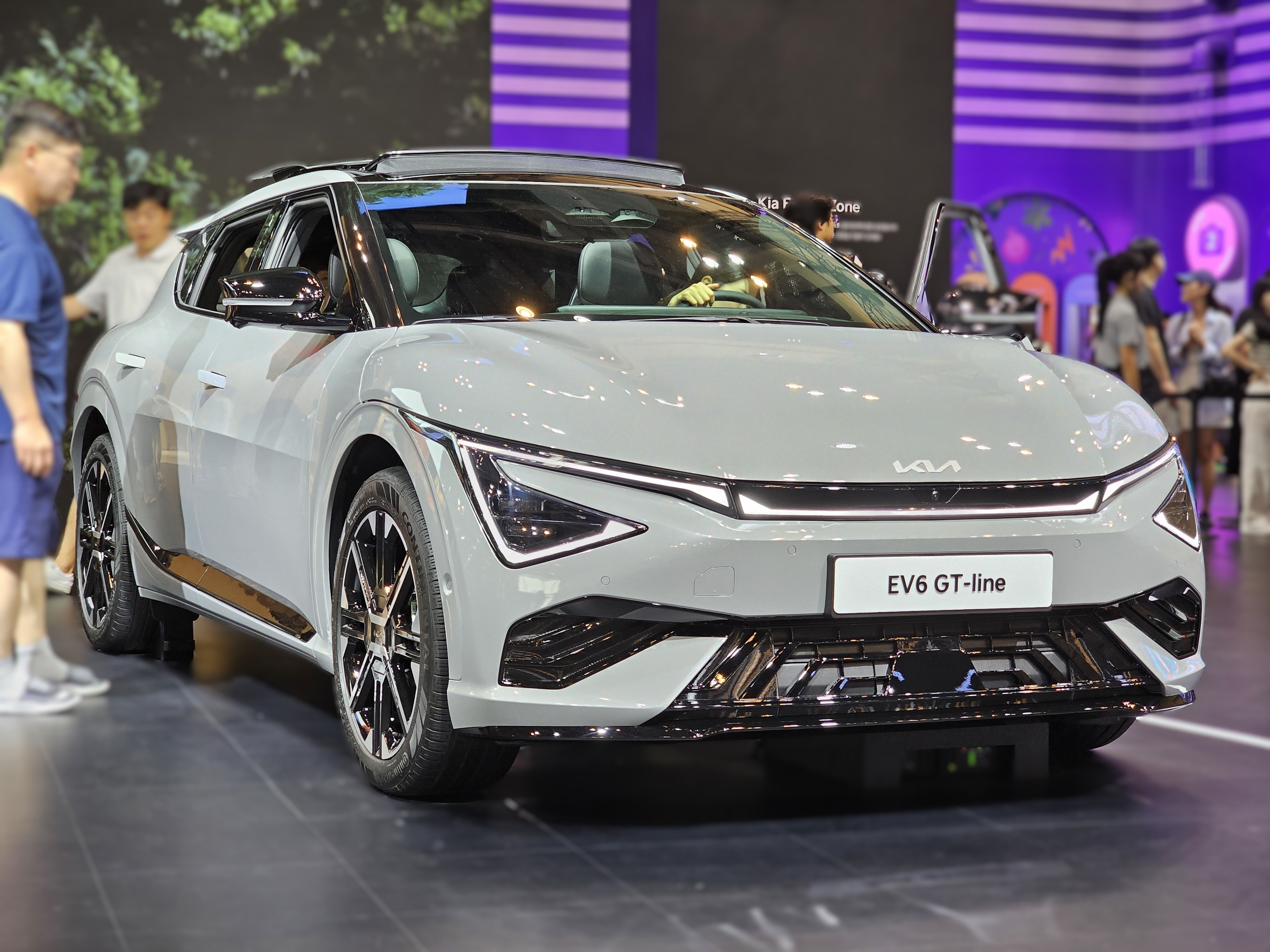
(제네시스 GV60와 형제차)EV6(준중형 SUV)(2021년 8월 2일 ~ 현재)(2021년 8월 2일 ~ 현재)(2019년 제네바 모터쇼에서 출전된 컨셉카 "이매진"의 시판화)(제네시스 GV60와 형제차)
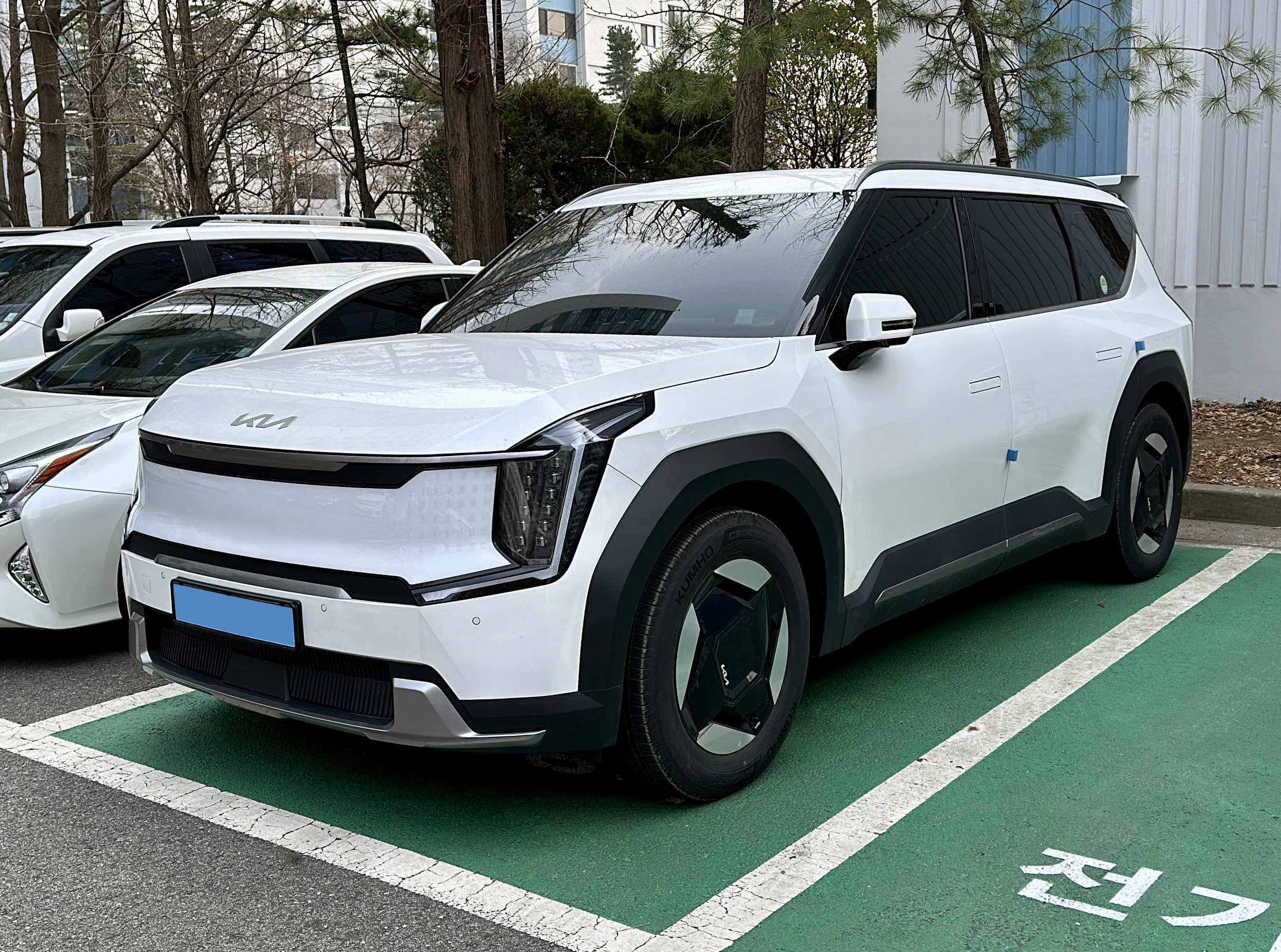
EV9 (준대형 SUV) (플랫폼: 현대기아 E-GMP) (2023년 6월 19일 ~ 현재) (2021년 로스앤젤레스 오토쇼에서 출전된 컨셉카 "EV9"의 시판화) (현대 아이오닉 9와 형제차) (전기차)
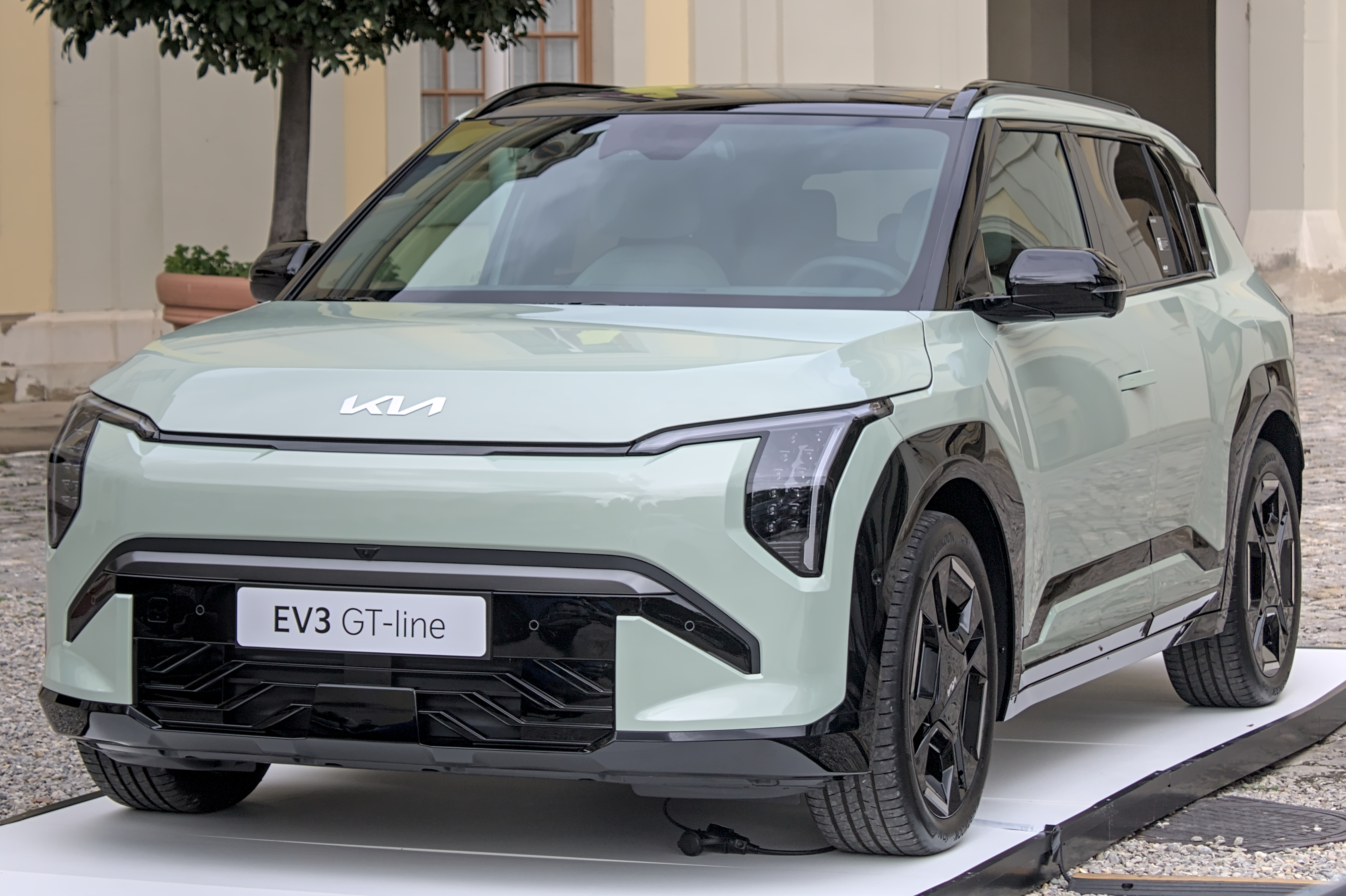
EV3 (소형 SUV) (플랫폼: 현대기아 E-GMP) (2024년 7월 25일 ~ 현재) (2023년에 공개된 컨셉카 "EV3"의 시판화) (전기차)
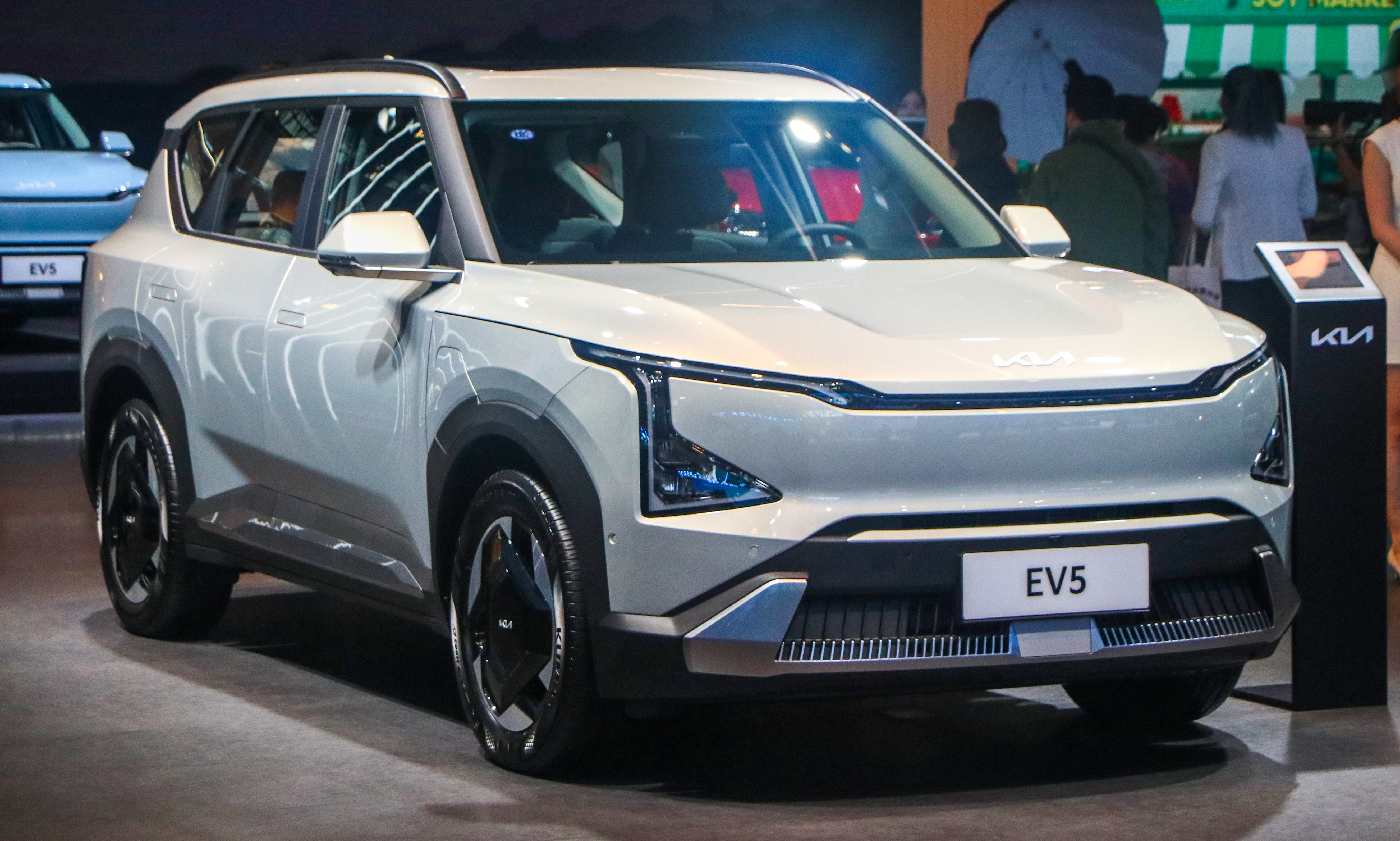
EV5 (준중형 SUV) (플랫폼: 현대기아 E-GMP) (2025년 예정) (2023년에 공개된 컨셉카 "EV5"의 시판화) (전기차)
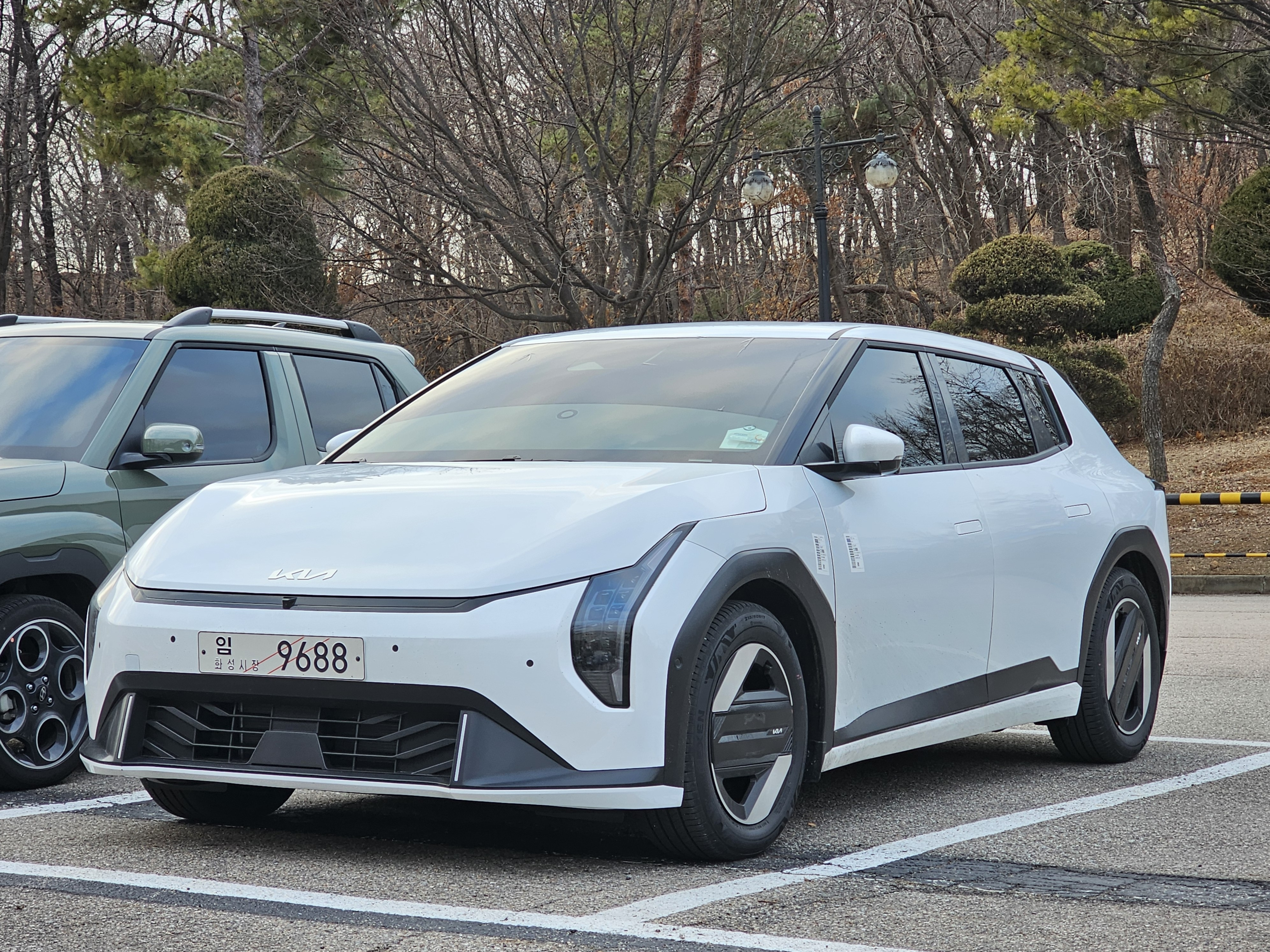
K3(국내)->EV4 (준중형 세단) (플랫폼: 현대기아 E-GMP) (2023년에 공개된 컨셉카 "EV4"의 시판화) (전기차)
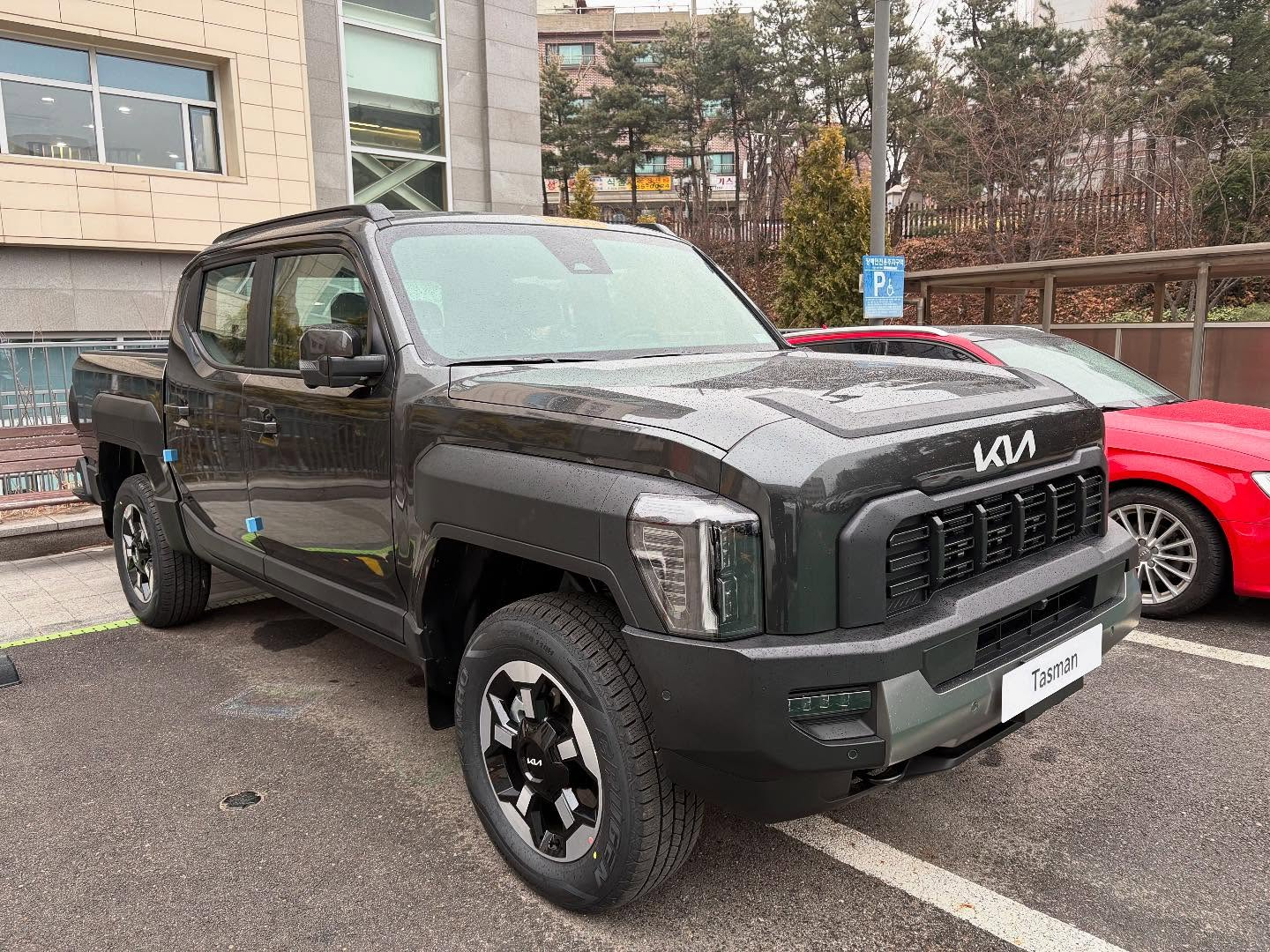
타스만 (중형 픽업트럭)
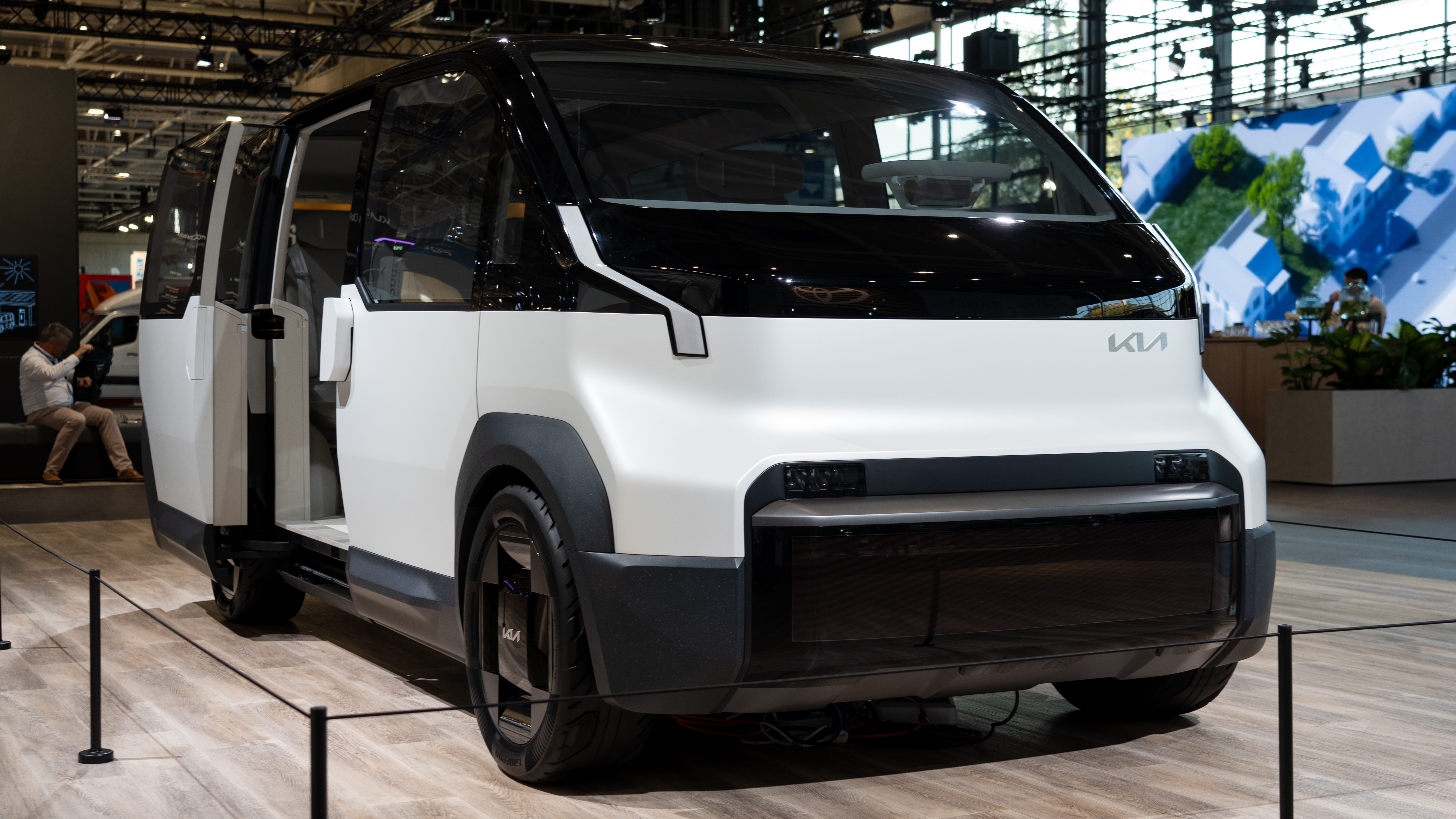
PV5 (준중형 MPV) (2025년 7월 예정) (2024년에 공개된 컨셉카 "PV5"의 시판화) (전기차)

- EV9
(준대형 SUV)
(플랫폼: 현대기아 E-GMP)
(2023년 6월 19일 ~ 현재)
(2021년 로스앤젤레스 오토쇼에서 출전된 컨셉카 "EV9"의 시판화)
(현대 아이오닉 9와 형제차)
(전기차)
- EV3
(소형 SUV)
(플랫폼: 현대기아 E-GMP)
(2024년 7월 25일 ~ 현재)
(2023년에 공개된 컨셉카 "EV3"의 시판화)
(전기차)
- EV5
(준중형 SUV)
(플랫폼: 현대기아 E-GMP)
(2025년 예정)
(2023년에 공개된 컨셉카 "EV5"의 시판화)
(전기차)
- K3(국내)->EV4 (준중형 세단) (플랫폼: 현대기아 E-GMP) (2023년에 공개된 컨셉카 "EV4"의 시판화) (전기차)
- 타스만 (중형 픽업트럭)
- PV5 (준중형 MPV) (2025년 7월 예정) (2024년에 공개된 컨셉카 "PV5"의 시판화) (전기차)

- PV7 (대형 승합차) (2026년 예정) (2024년에 공개된 컨셉카 "PV7"의 시판화) (전기차)

### 해외용
- 카렌스
(중형 MPV)
(플랫폼: 기아 S (1세대 모델) → 현대기아 Y (2세대 모델) → 현대기아 J (3세대 모델) → 현대기아 K (4세대 모델))
(1999년 6월 9일 ~ 2018년 7월, 2021년 12월 16일 ~ 현재)
(2세대 모델(2006년 4월 13일~2013년 3월 27일)는 2005년 프랑크푸르트 국제 모터쇼에서 출전된 컨셉카 "멀티S"의 시판화)
(4세대 모델(2021년 12월 16일~현재)는 현대 스타게이저와 형제차)
- 쏘울
(소형 SUV)
(플랫폼: 현대기아 J)
(2008년 9월 22일 ~ 현재)
(1세대 모델(2008년 9월 22일~2013년 10월 21일)는 2006년 북미 국제 오토쇼에서 출전된 컨셉카 "쏘울"의 시판화. 2세대 모델(2013년 10월 22일~2019년 1월 22일)는 2012년 시카고 모터쇼에서 출전된 컨셉카 "트랙스터"의 시판화)
(2014년 4월부터는 하이브리드)
- 스토닉(소형 SUV) (2017년 7월 13일 ~ 현재)

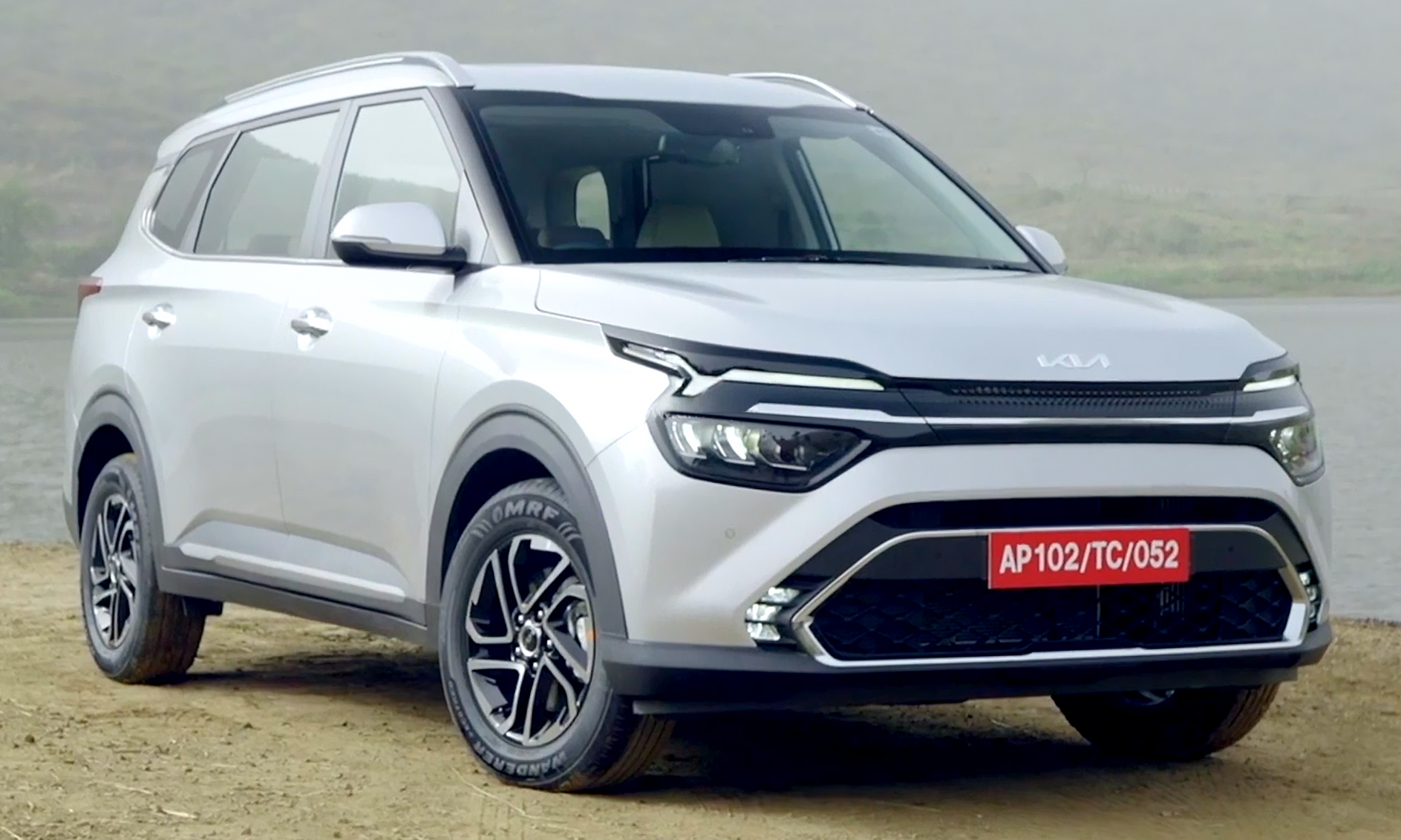
페가스(쏠루토)
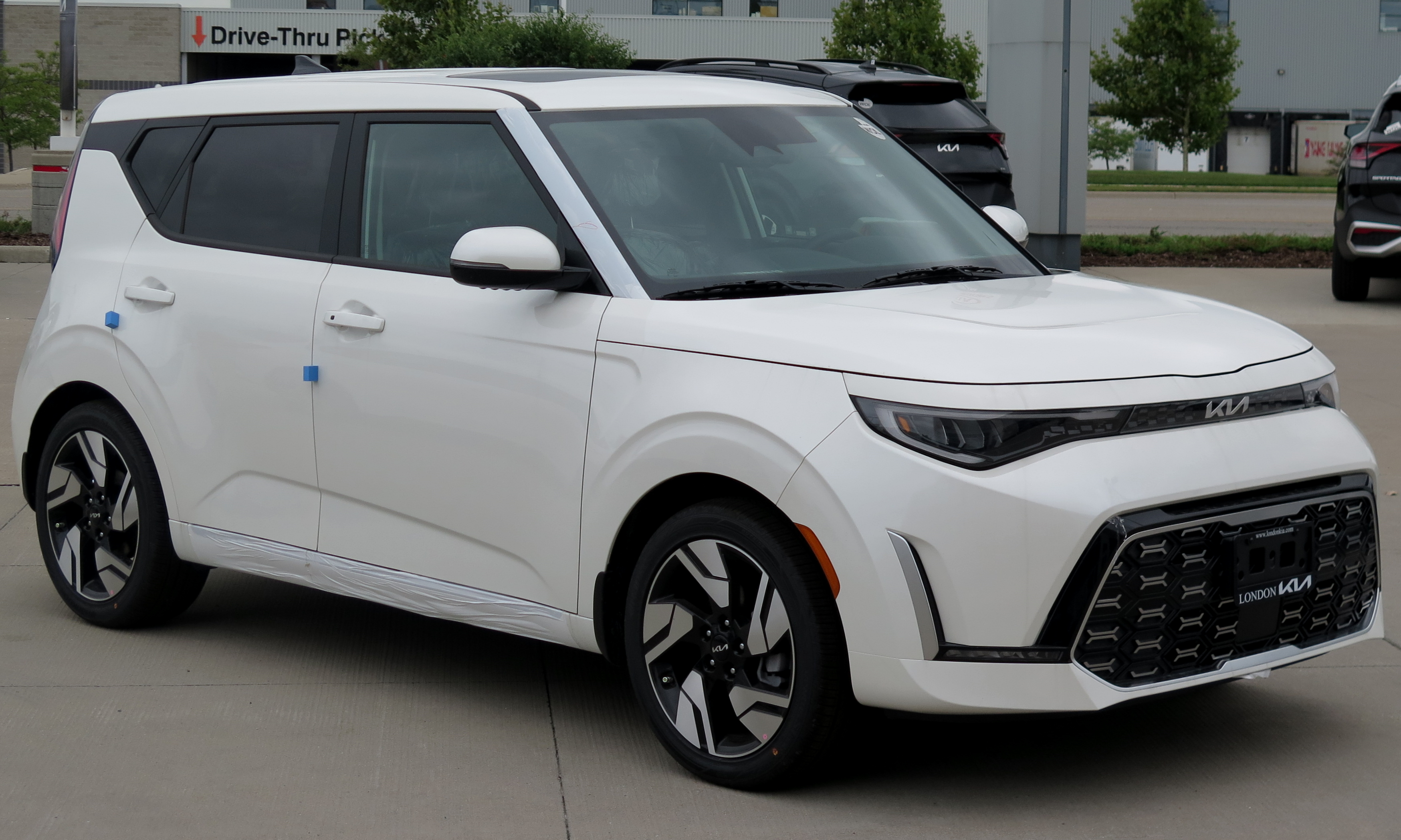
쏘울 (소형 SUV) (플랫폼: 현대기아 J) (2008년 9월 22일 ~ 현재) (1세대 모델(2008년 9월 22일~2013년 10월 21일)는 2006년 북미 국제 오토쇼에서 출전된 컨셉카 "쏘울"의 시판화. 2세대 모델(2013년 10월 22일~2019년 1월 22일)는 2012년 시카고 모터쇼에서 출전된 컨셉카 "트랙스터"의 시판화) (2014년 4월부터는 하이브리드)
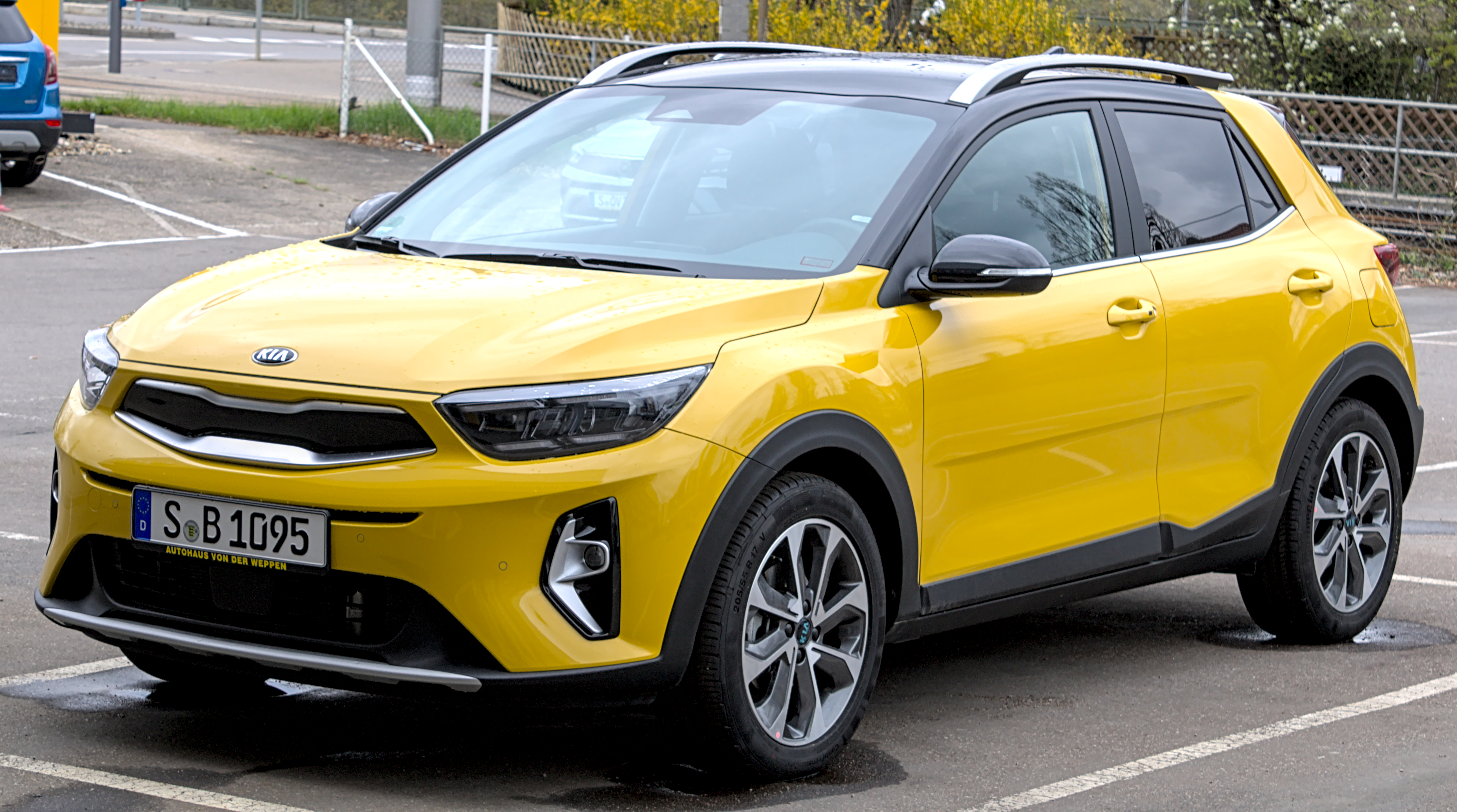
스토닉(소형 SUV) (2017년 7월 13일 ~ 현재)
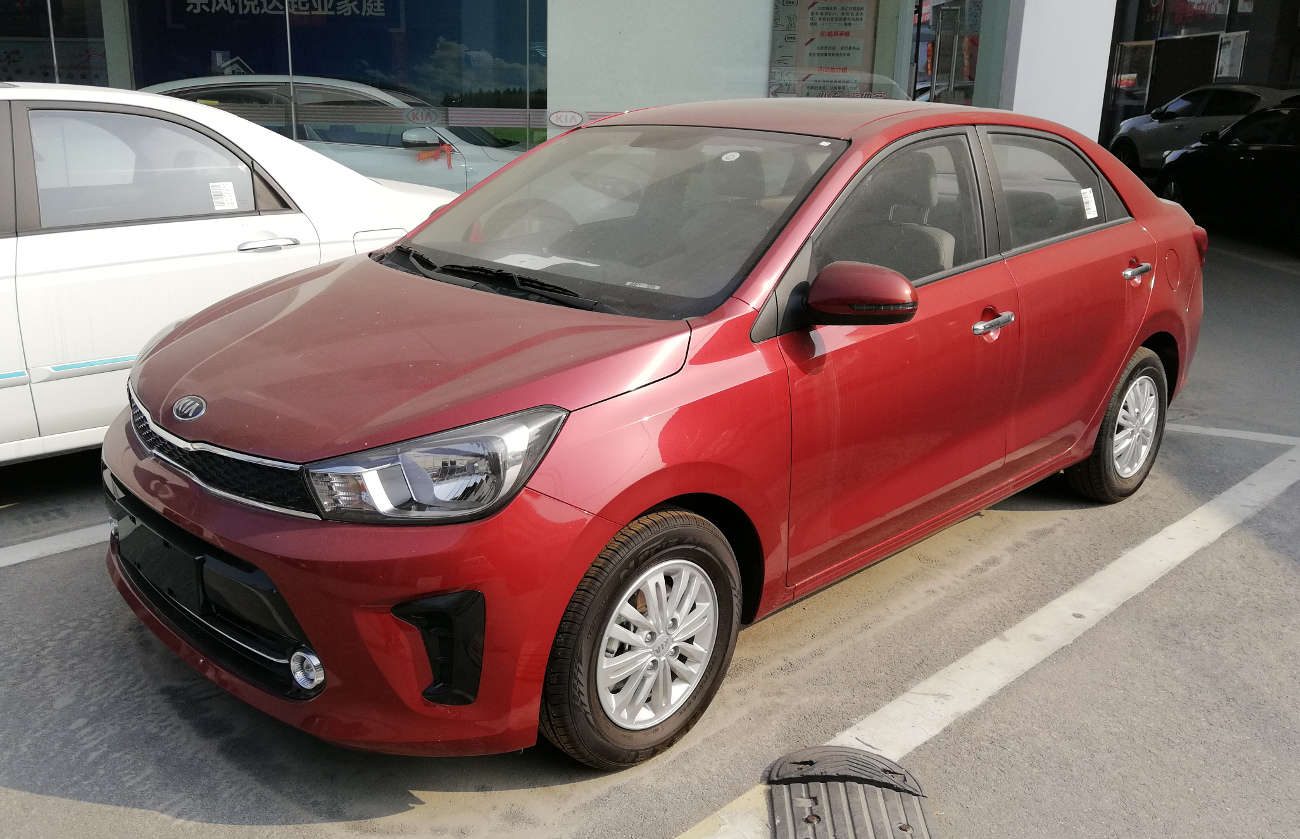
페가스(쏠루토) (소형 세단) (2017년 9월 26일 ~ 현재)
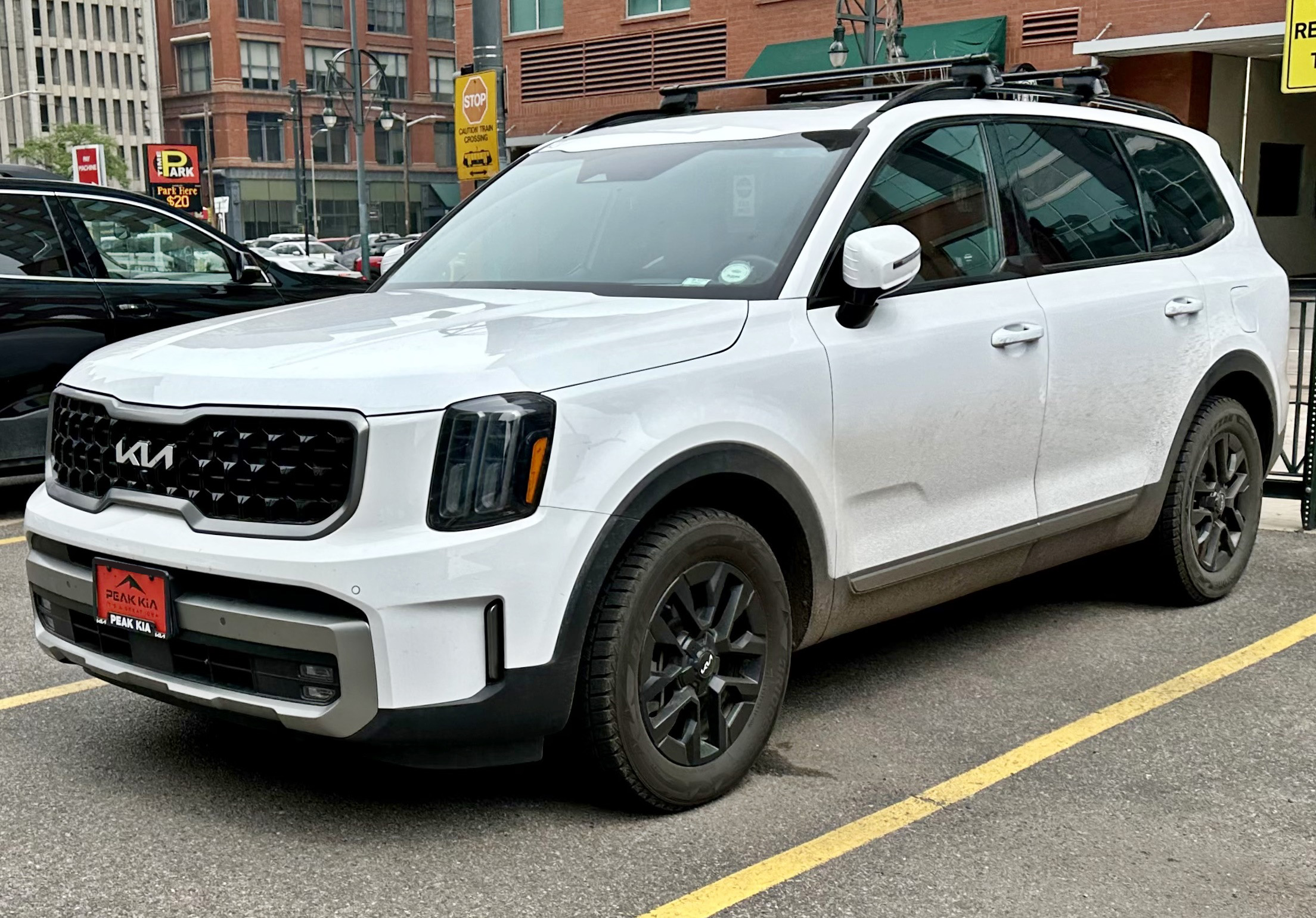
텔루라이드 (준대형 SUV) (플랫폼: 현대기아 N) (2019년 2월 ~ 현재) (2016년 북미 국제 오토쇼에서 출전된 컨셉카 "텔루라이드"의 시판화) (현대 팰리세이드(1세대 모델)와 형제차)
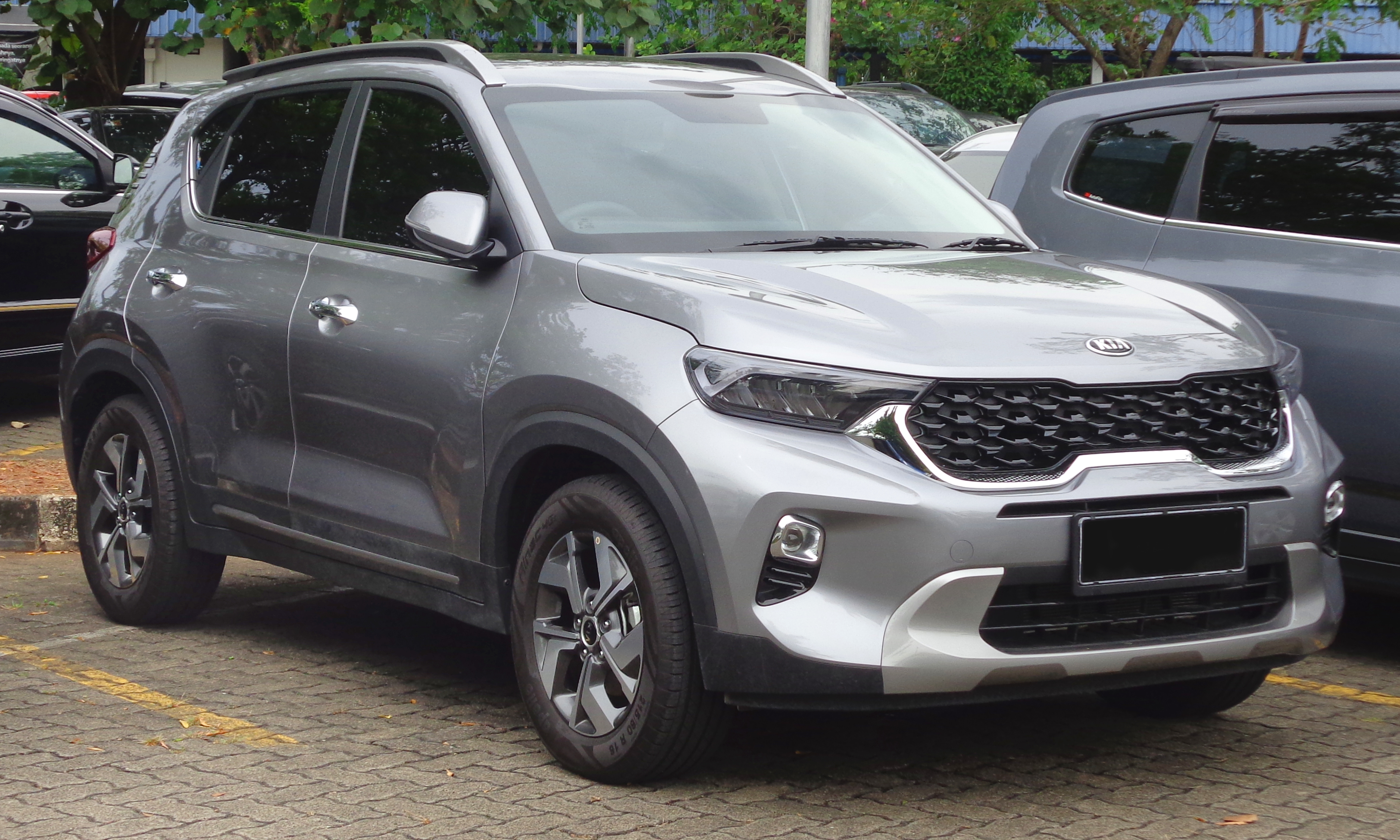
쏘넷 (소형 SUV) (2020년 9월 18일 ~ 현재) (2020년 뉴델리 모터쇼에서 출전된 컨셉카 "쏘넷"의 시판화) (현대 베뉴와 형제차)
시로스 (소형 SUV)
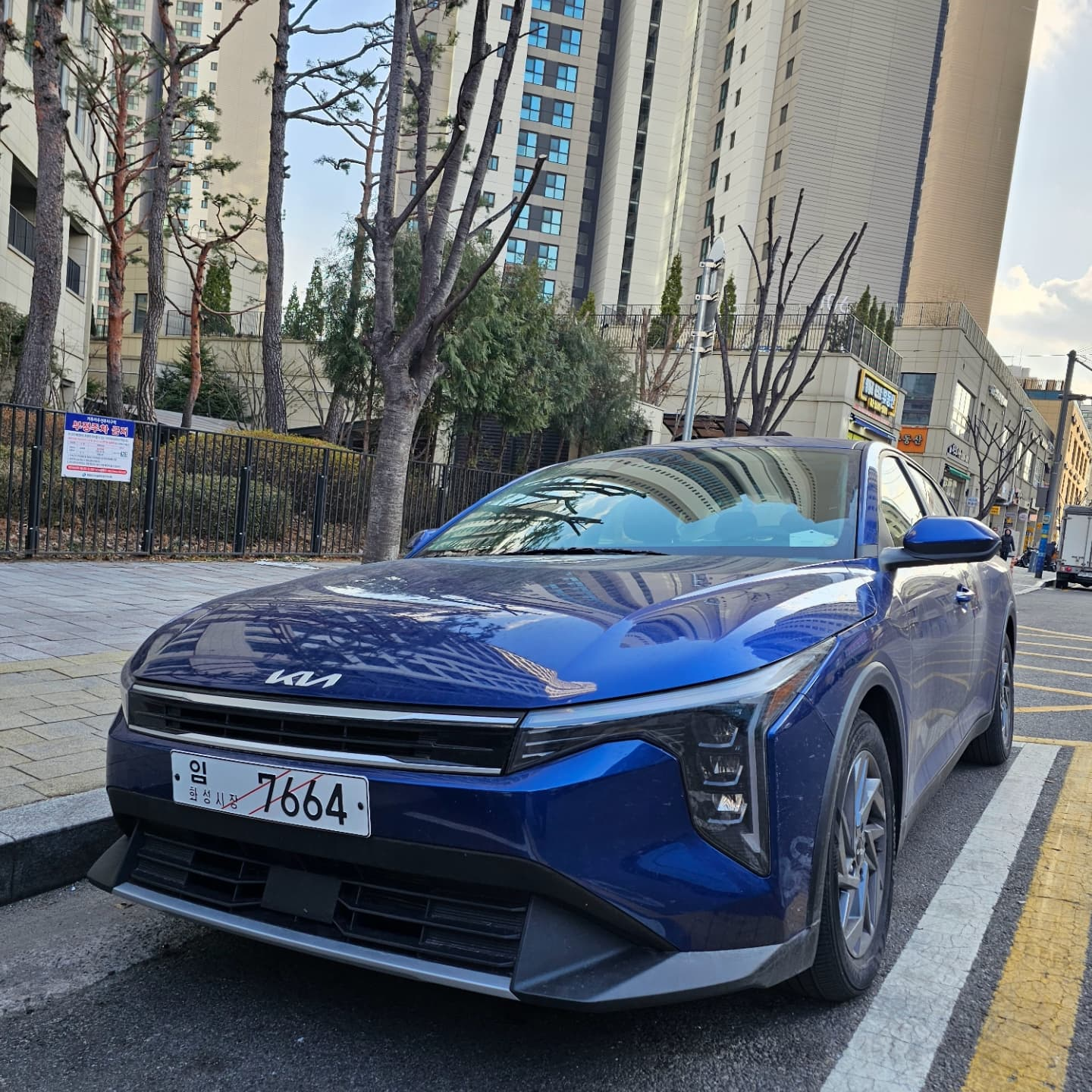
K3(해외 미국) → K4(준중형 세단/해치백)(플랫폼: 현대기아 J (1~2세대 모델) → 현대기아 K (3세대 모델))(2012년 9월 17일 ~ 현재)(현대 아반떼(5~7세대 모델)와 형제차)
(소형 세단)
(2017년 9월 26일 ~ 현재)
- 텔루라이드
(준대형 SUV)
(플랫폼: 현대기아 N)
(2019년 2월 ~ 현재)
(2016년 북미 국제 오토쇼에서 출전된 컨셉카 "텔루라이드"의 시판화)
(현대 팰리세이드(1세대 모델)와 형제차)
- 쏘넷
(소형 SUV)
(2020년 9월 18일 ~ 현재)
(2020년 뉴델리 모터쇼에서 출전된 컨셉카 "쏘넷"의 시판화)
(현대 베뉴와 형제차)
- 시로스 (소형 SUV)
- K3(해외 미국) → K4(준중형 세단/해치백)(플랫폼: 현대기아 J (1~2세대 모델) → 현대기아 K (3세대 모델))(2012년 9월 17일 ~ 현재)(현대 아반떼(5~7세대 모델)와 형제차)

### 컨셉트카

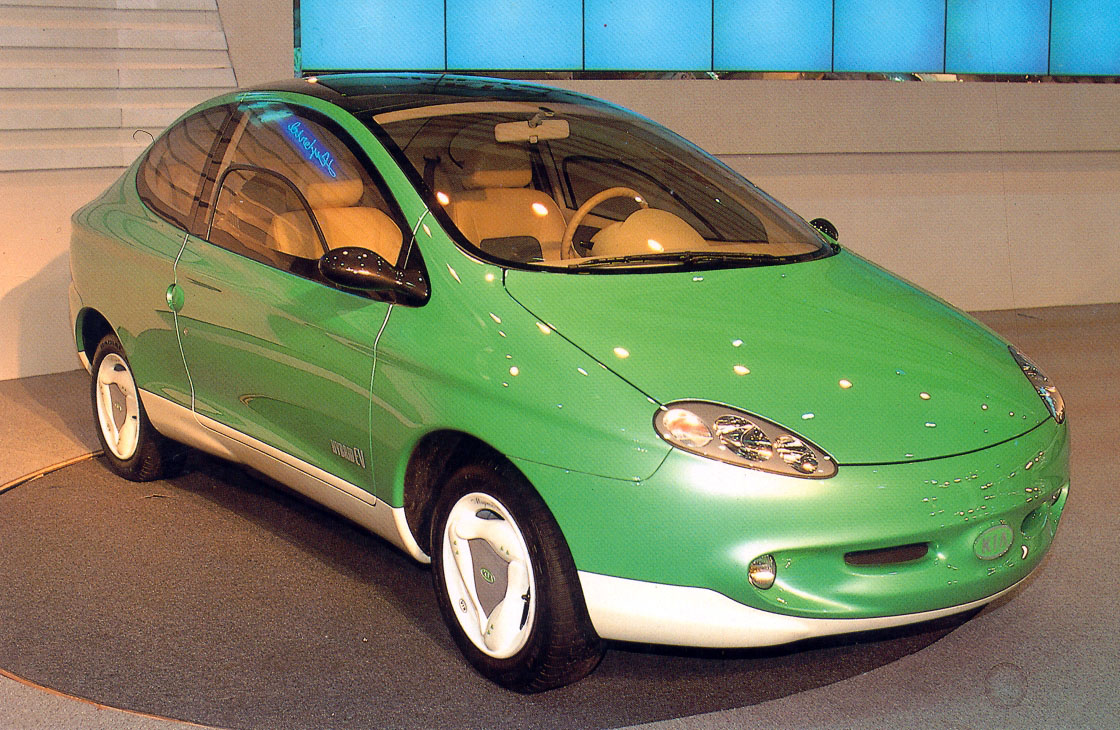
KEV-4 (1995년)
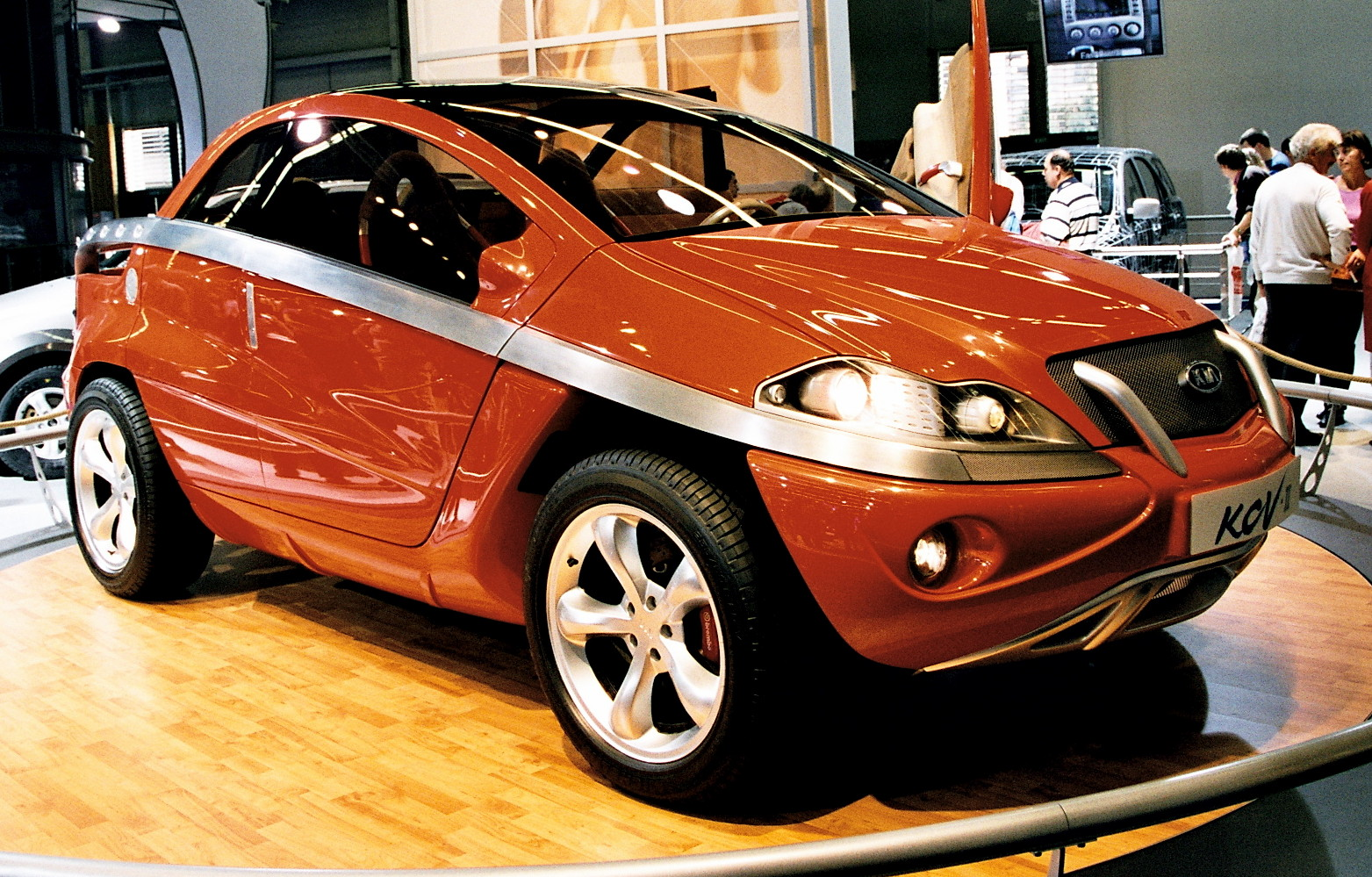
KCV-II (2002년)
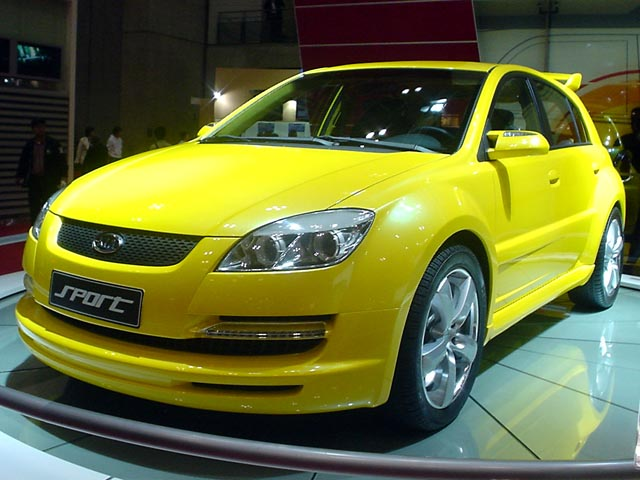
스포츠 (2005년)
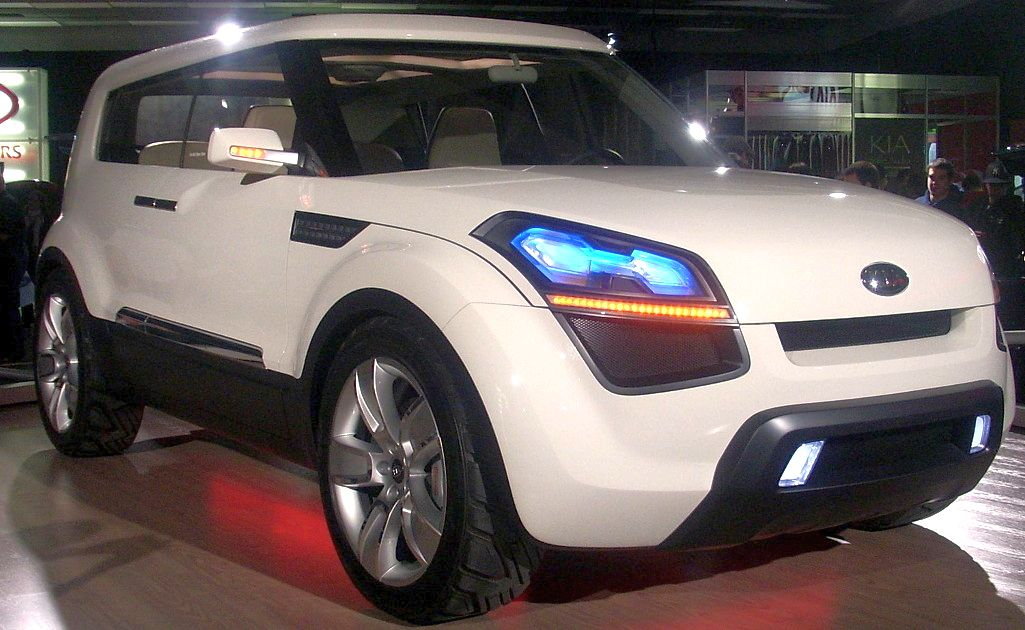
쏘울 (2006년)
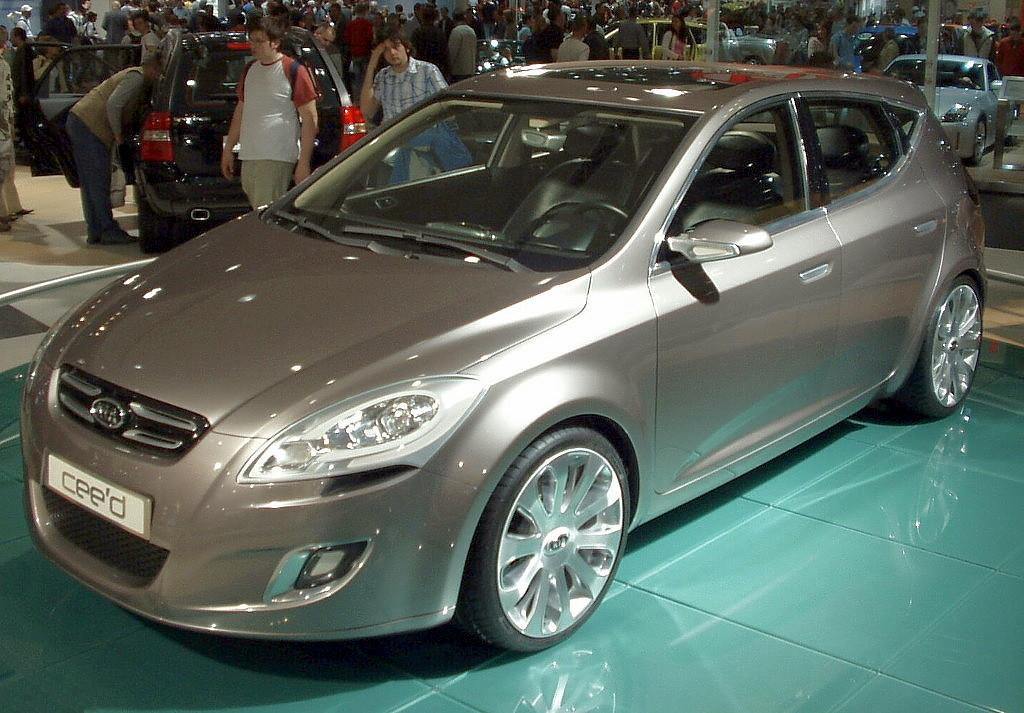
씨드 (2006년)
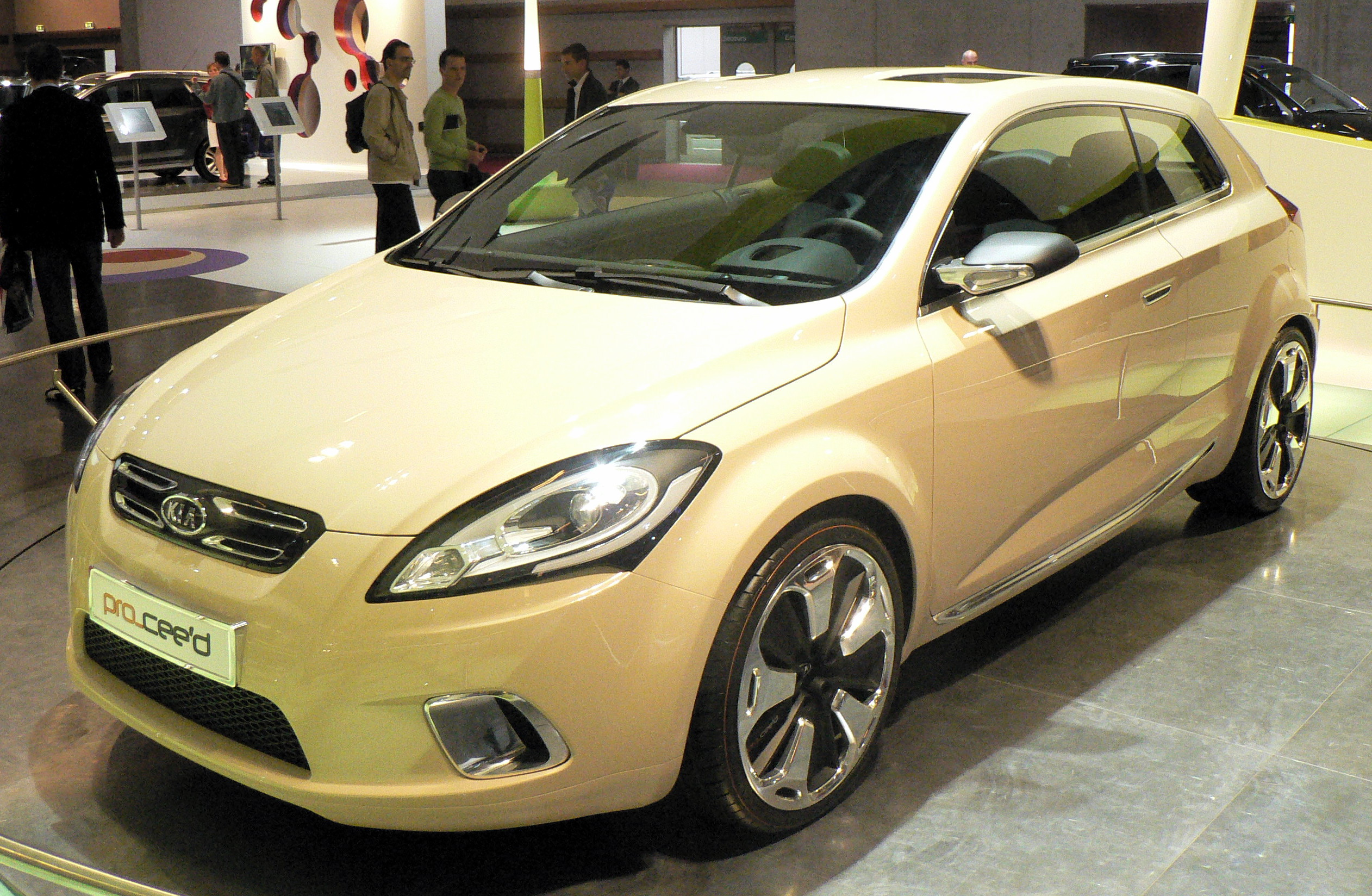
프로 씨드 (2007년)
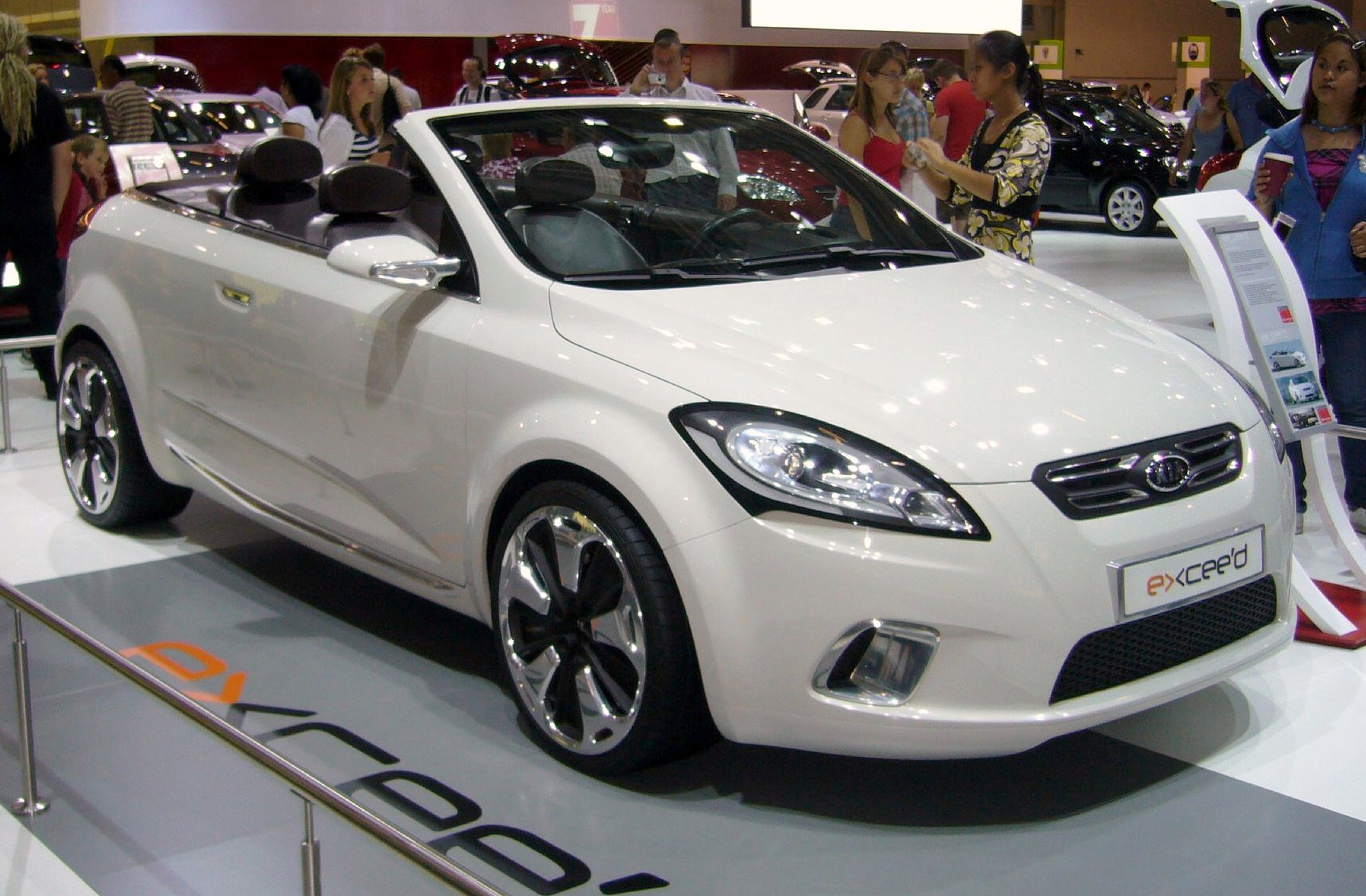
익씨드 (2007년)
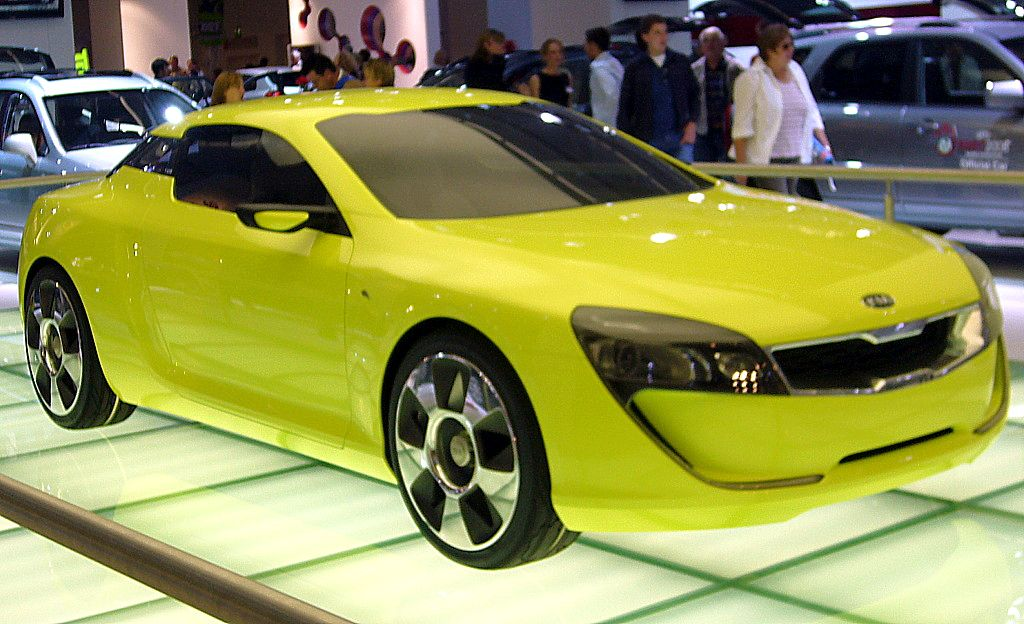
키 (2007년)
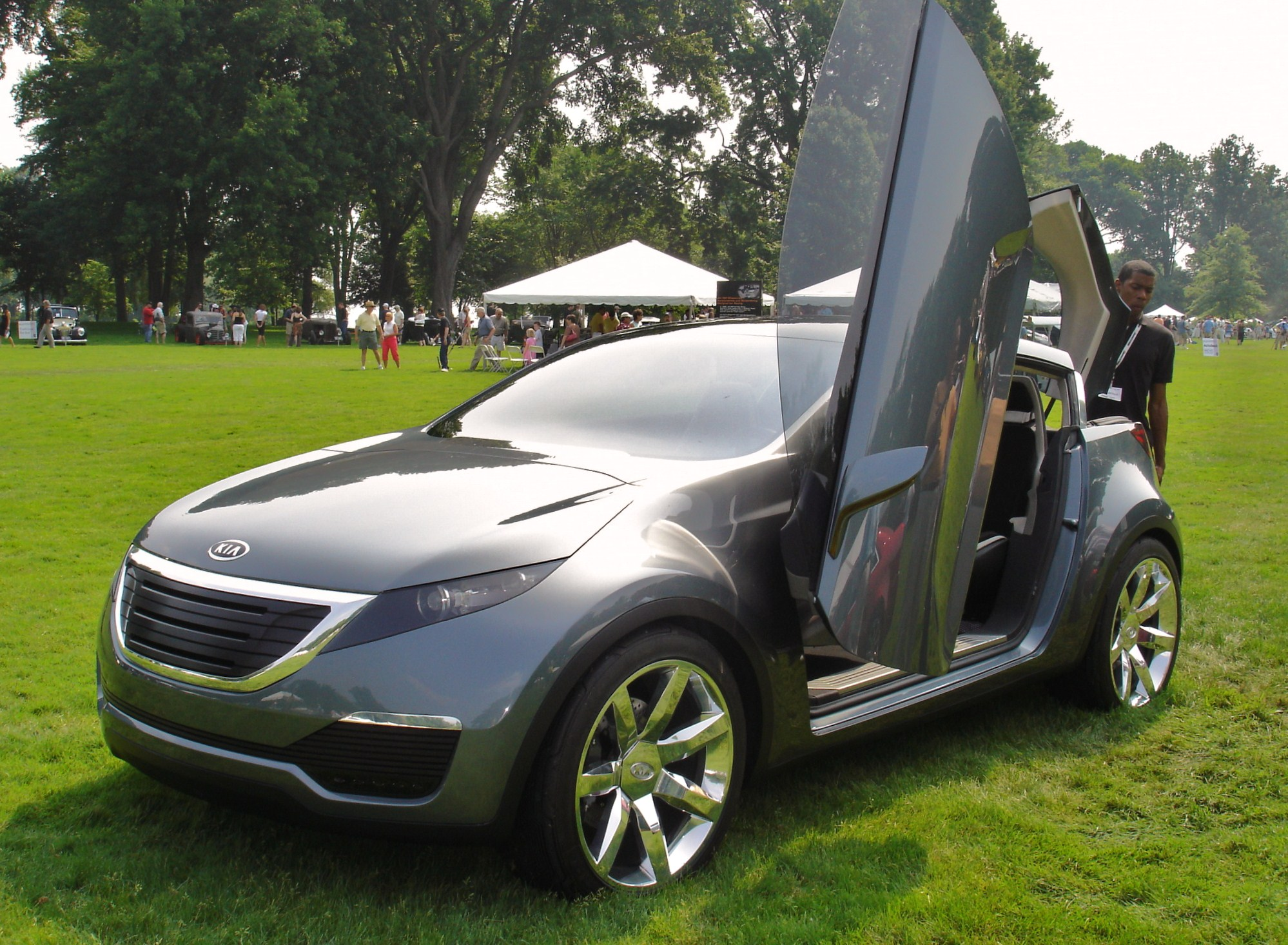
큐 (2007년)
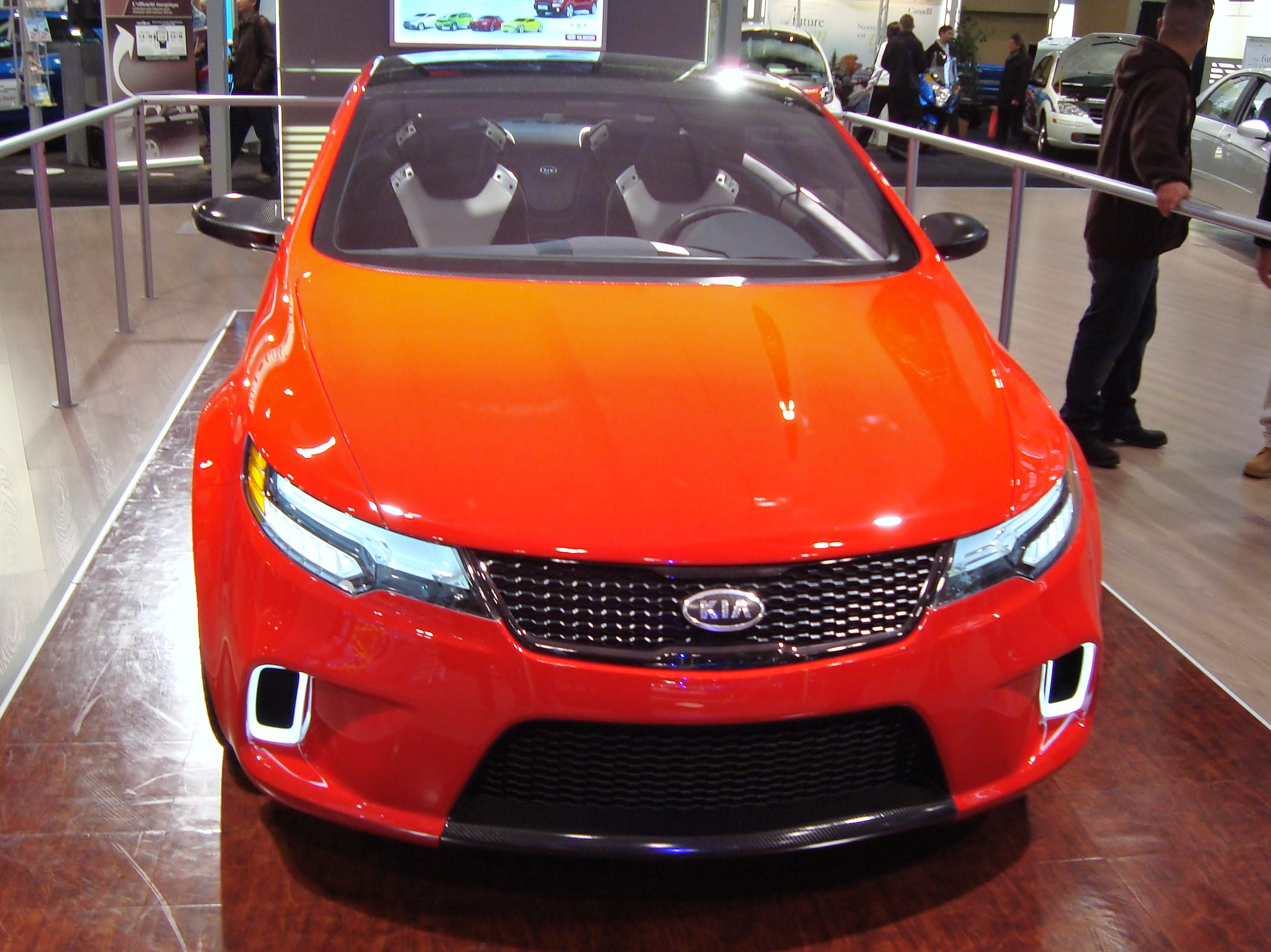
쿱 (2008년)
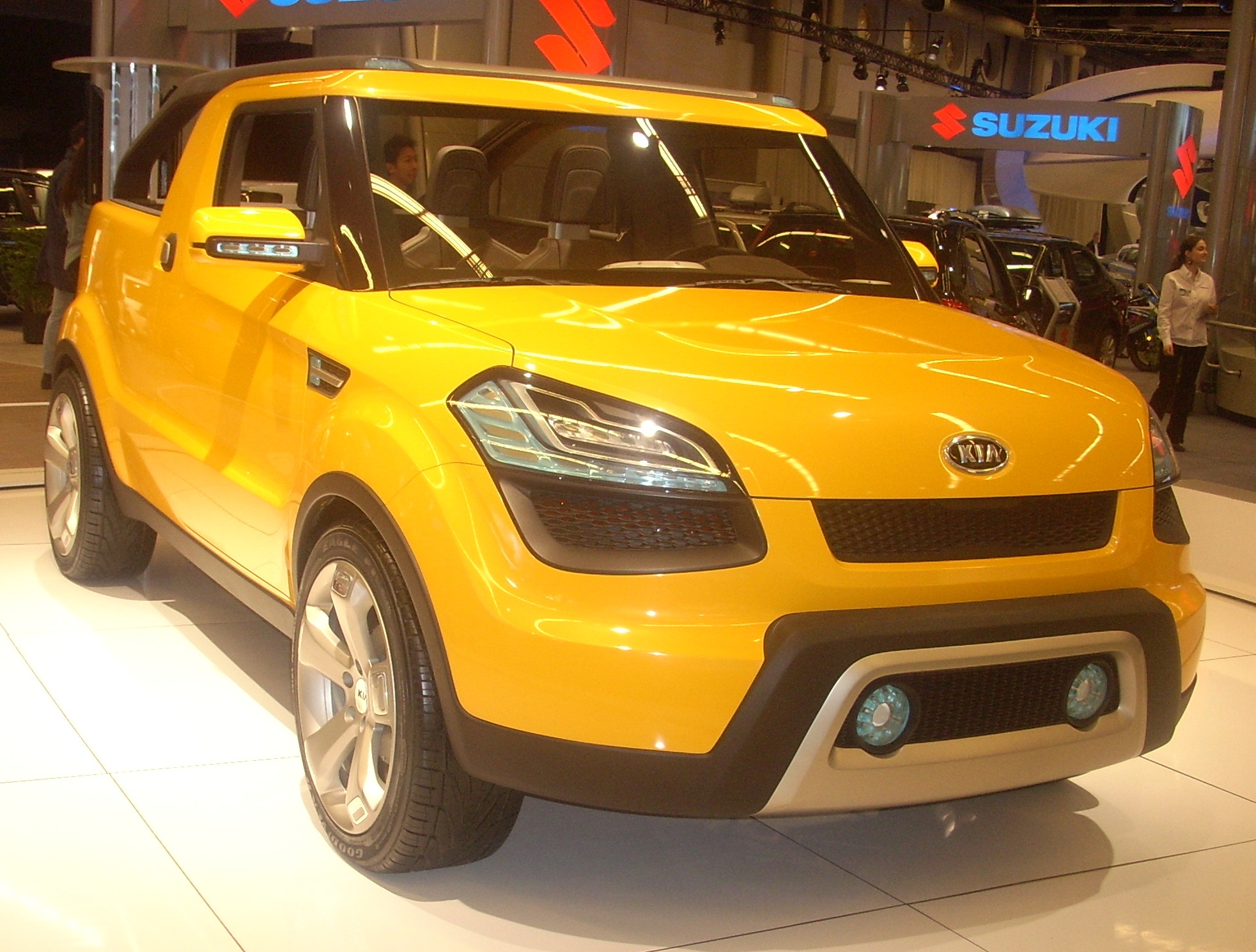
쏘울스터 (2009년)
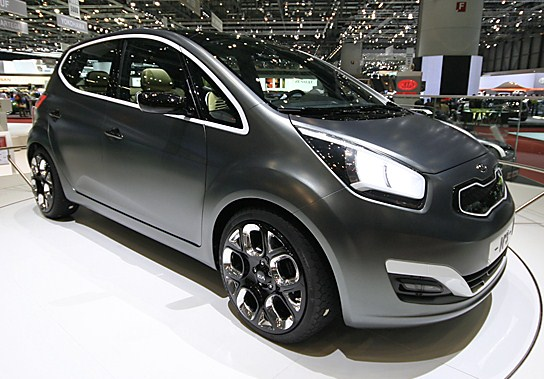
N°3 (2009년)
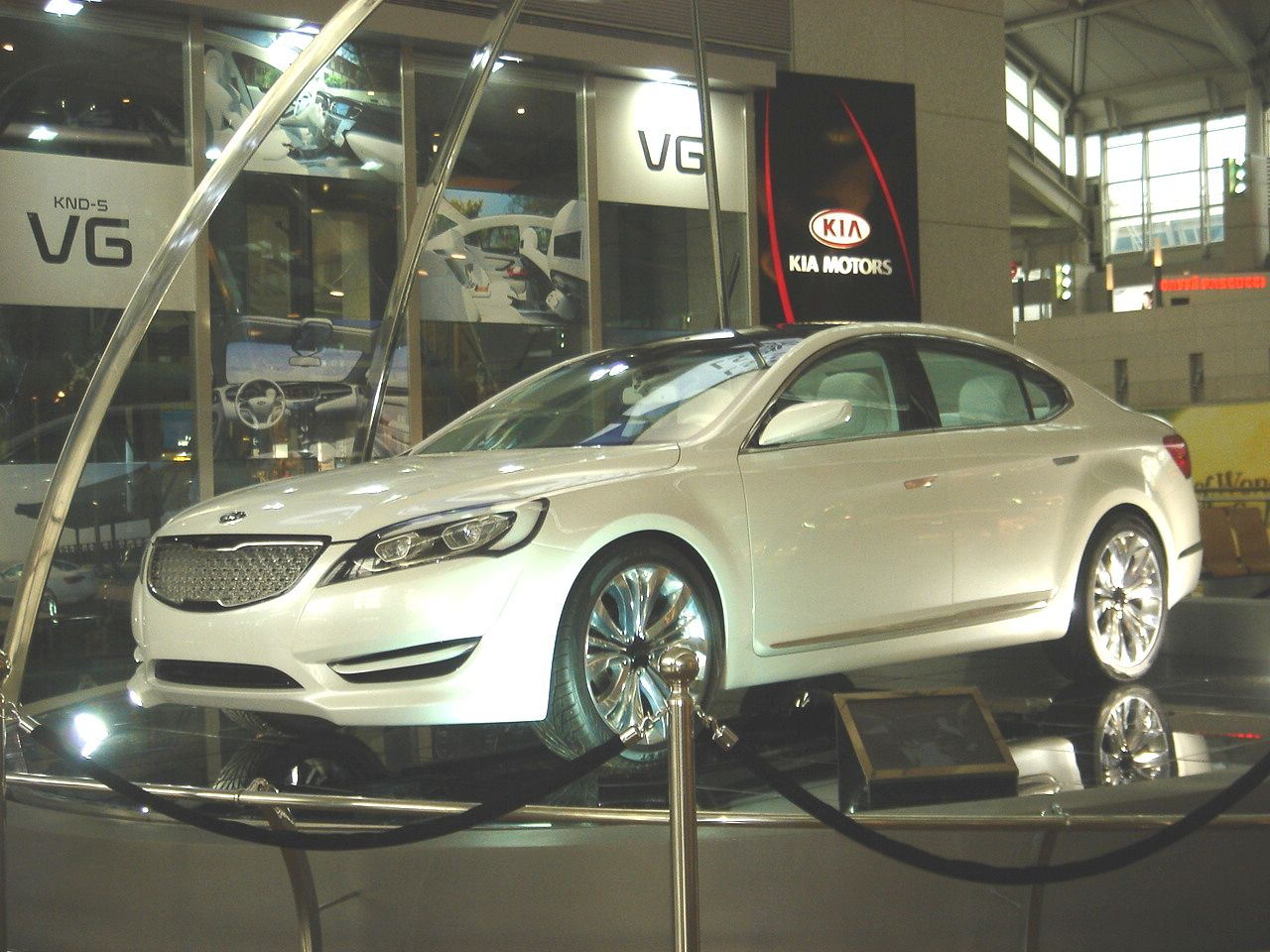
KND-5 (2009년)
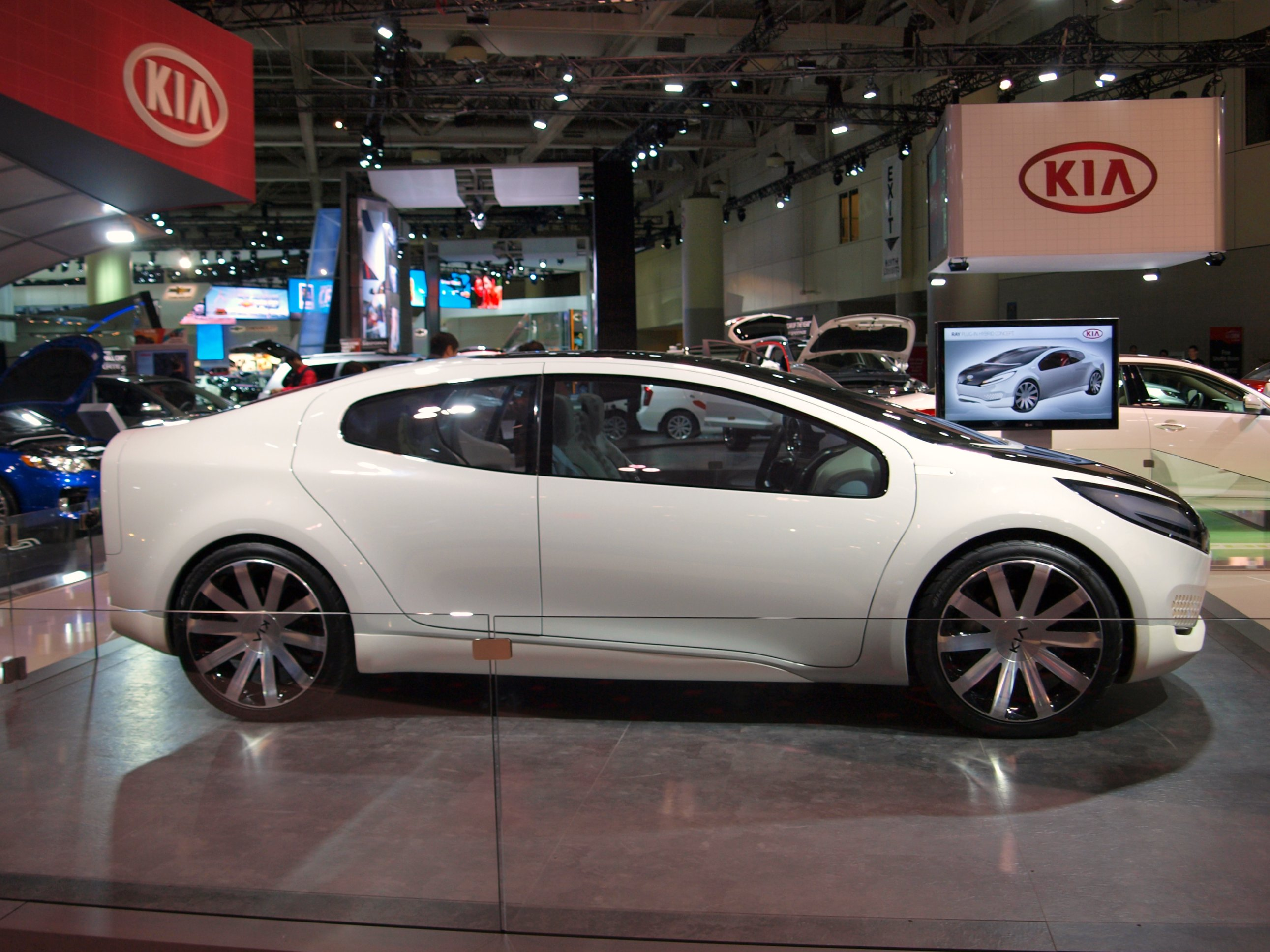
레이 (2010년)
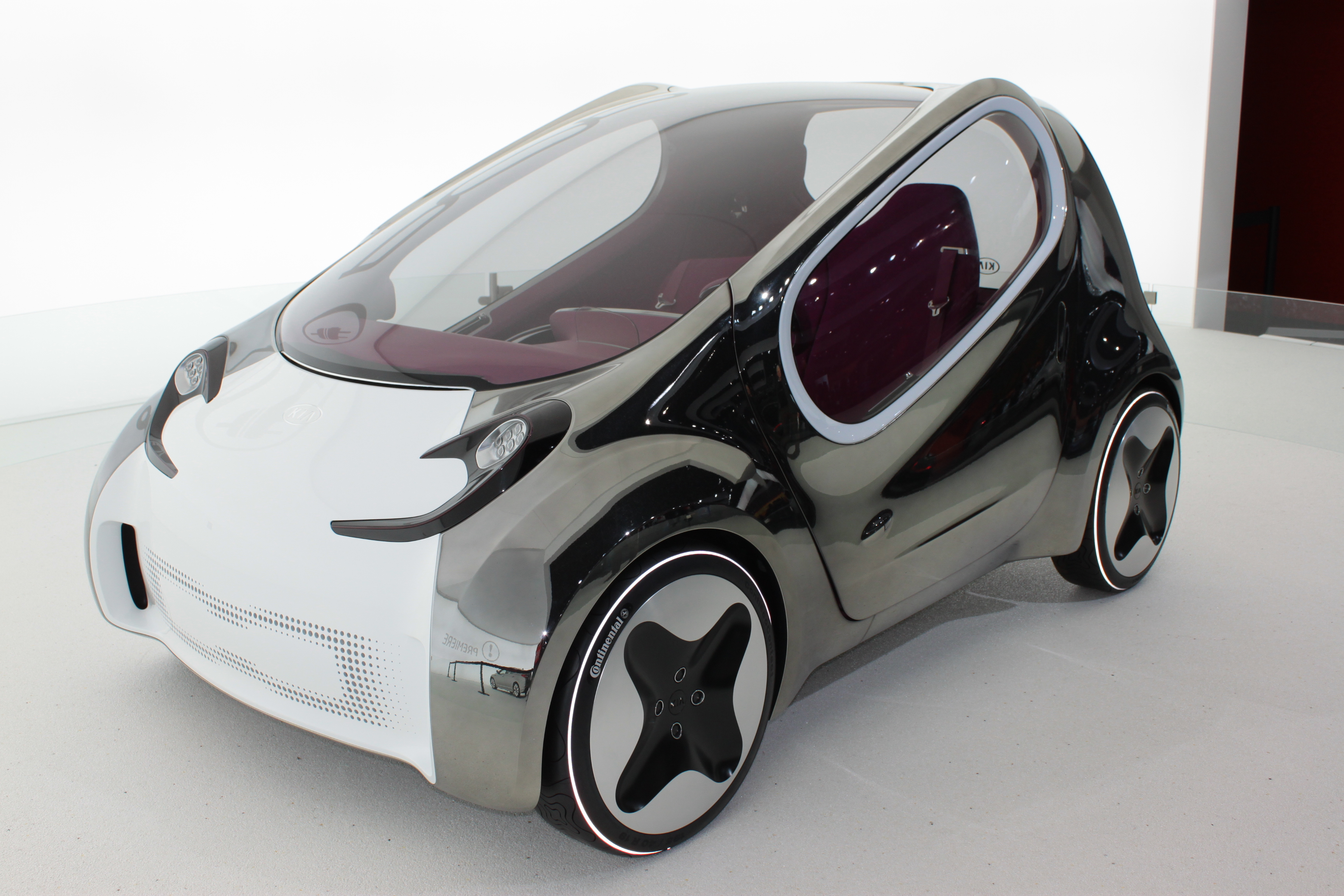
팝 (2010년)
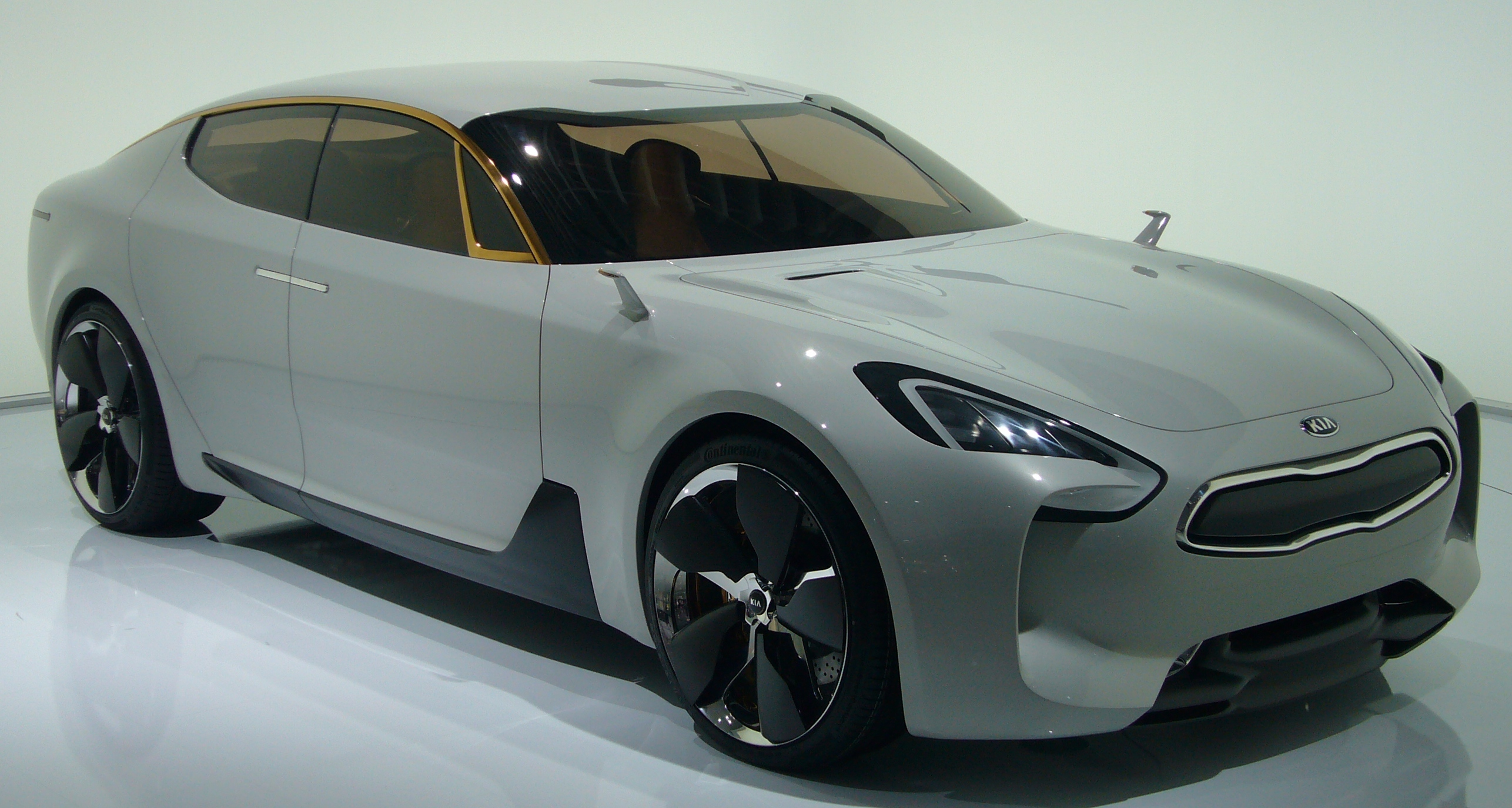
스팅어 (2011년)
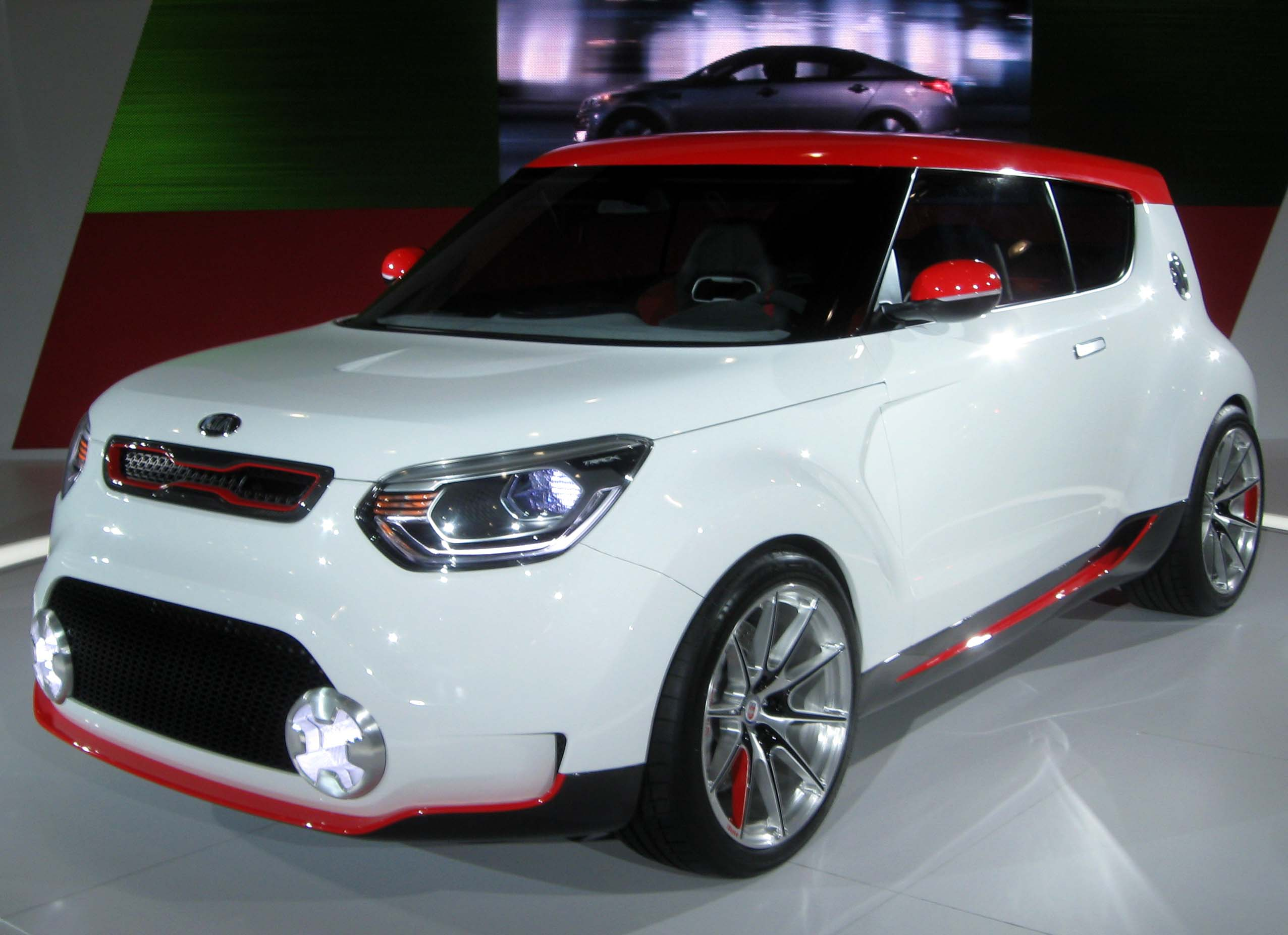
트랙스터 (2012년)

## 기업 슬로건
- 자동차공업의 선구자/스피드의 메이커 (1969)
- 신용있는 회사 노력하는 회사 꿈을 가진 회사 (1970~1985)
- 여러분의 안전을 먼저 생각합니다 (1990)
- 인재를 키우는 기업, 인재가 키우는 기업 (1990~1992)
- 함께 웃는 건강한 사회를 만들어가는 기아자동차 (1991)
- 함께웃는 좋은사회, 기쁨주는 좋은차 (1992)
- 고객의 만족이 기아의 보람입니다 (1992~1993)
- 고객을 위한 품질, 세계를 향한 기술 (1993~1994)
- 新기술로 21세기에 도전하는 기아자동차 (1995~1996)
- 자동차사랑 (1996~1997)
- 인간을 먼저 생각합니다/안전한 차는 기아가 만듭니다 (1997)
- 자동차 전문기업 기아자동차 (1998~1999)
- 고객 속으로 기쁨을, 고객 속에서 미래를 (1999)
- 믿음을 주는 차, 꿈을 주는 기업 (2000)
- 기술의 기아 안전의 기아 (2001)
- 자동차는 기아차가 좋습니다 (2001~2002)
- The Car That Cares (2004~2005)
- The Power to Surprise (2005~2008, 2011~2021)
- Movement that inspires (2021~)

## 스폰서십
- FIFA 월드컵
- UEFA 유로
- 대한축구협회
- 올랭피크 리옹
- PFC CSKA 모스크바
- 로스앤젤레스 다저스
- 밀로나리오스 FC
- A리그
- 하계 올림픽
- 동계 올림픽
- 하계 아시안 게임
- 동계 아시안 게임
- 유니버시아드
- 호주 오픈
- KIA 타이거즈

## 공장

### 오토랜드 광명(구 소하리 공장)
- 주소: 경기도 광명시 기아로 113 (소하동)
- 국내 최초의 자동차 종합 생산 공장이자 기아의 모태가 되는 공장으로, 1973년에 완공되었다. 20만평의 면적과 35만 대의 생산 능력을 갖추고 있다.
  - 생산 차종: K9, 카니발, 리오(수출전용)

### 오토랜드 화성(구 화성 공장)
- 주소: 경기도 화성시 우정읍 기아자동차로 95 (석천리)
- 100만 평의 면적에 달하는 세계적 규모의 자동차 공장으로, 1989년에 완공되었다. 준공 당시에는 "아산만 공장"으로 불렸으나, 1996년에 현대자동차에서 충청남도 아산시 인주면 금성리에 아산공장을 준공하자 이름이 비슷하다는 이유로 "화성 공장"으로 개칭되었다. 준공 당시에는 25,000대의 생산 능력을 가졌으나, 후에 60만 대 이상으로 확대되었다. 주력 승용, RV 라인업은 석천리 공장에서 생산된다.
  - 생산 차종: K5, K8, 니로, 쏘렌토, 타스만

### 오토랜드 광주(구 광주 공장)
- 주소: 광주광역시 서구 화운로 277 (화정동)
- 본래 주인은 아시아자동차였다. 1968년에 준공되었으며, 호남 자동차 산업의 요람이자 수출 전략 기지이다. 과거에는 1세대 프라이드를 생산한 전력이 있으며, 1996년 이후 기아자동차와 합병되면서 본격적인 상용차 생산 기지로 자리잡아 현재 42만 대의 생산 능력을 가지게 되었다. 2000년 10월에는 현대 그레이스를 프레지오와 혼류 생산했었으며, 2004년부터 뉴 스포티지(2세대, KM)를 시작으로 SUV도 함께 생산한다. 3개의 공장으로 구성되었으며, 전체 면적은 35만평에 달한다. 특수차량 연구소가 이곳에 있다. 바로 길 건너편에는 광천동 유스퀘어(광주종합버스터미널)가 있어서, 유스퀘어로 들어가는 버스를 타면 내방동 공장과 출고장을 볼 수 있다. 현대자동차그룹이 2001년 7월 해태 타이거즈를 인수하여 KIA 타이거즈로 재출범했을 때 광주 지역의 여론이 좋았던 이유는 아시아자동차 시절부터 기아자동차가 광주 지역 경제의 축 중 하나였기 때문이다.[4]
  - 생산 차종: 셀토스, 스포티지, 쏘울(수출용), 봉고

### 특수차량 하남공장
- 주소: 광주광역시 광산구 하남산단8번로 33 (하남동)
- 원래 아시아자동차 특장차 공장으로 지어졌던 곳으로, 1991년에 착공하여 1992년에 완공되었다.[5] 주로 군용차량을 생산하고, 민수용 차량은 대형버스인 그랜버드 하나만 생산한다.
  - 생산 차종: 그랜버드, 군용 차량 (K-911, K-311, K-711, K-151, 중형전술차)

### 질리나 공장
- 주소: 슬로바키아 질리나
- 2004년에 착공하여 2007년에 준공되었다.
  - 생산 차종: 씨드, 스포티지, 벤가

### 조지아 공장
- 주소: 미국 조지아주 웨스트포인트
- 2006년에 착공하여 2010년에 준공되었다.
  - 생산 차종: K5, 쏘렌토, 텔루라이드, 스포티지

### 몬테레이 공장
- 주소: 멕시코 누에보레온주 몬테레이
- 2016년에 준공되었다.
  - 생산 차종: K3(포르테), 프라이드

### 아난타푸르 공장
- 주소: 인도 안드라프라데시 아난타푸르
- 2019년에 준공되었다.
  - 생산 차종: 셀토스, 카니발, 쏘넷, 카렌스

## 같이 보기
- 현대자동차
- 기아 K 시리즈
- 현대자동차그룹
- 아시아자동차공업
- 삼천리자전거
- KIA 타이거즈